# Pamir
Il Pamir è un elevato massiccio montuoso situato prevalentemente nella parte orientale del Tagikistan, ma anche nelle aree limitrofe di Afghanistan, Cina e Kirghizistan. Situato nel punto dove convergono vari sistemi orografici dell'Asia centrale e del Tibet, presenta tre cime principali che superano i 7000 metri, tra le quali il picco Ismail Samani (7495 m), generalmente considerato la sua cima più alta, che hanno valso al massiccio l'appellativo di «tetto del mondo».
Con il nome comune pamir (plurale pamiri) si indicano anche un certo tipo di valli glaciali più fertili delle montagne e degli altopiani circostanti, che sono generalmente caratterizzati da condizioni climatiche estreme, con precipitazioni molto scarse ed escursioni termiche considerevoli, in particolare nella parte orientale desertica del massiccio. Tuttavia, il Pamir è una delle regioni che ospitano più ghiacciai al di fuori dei poli, come il ghiacciaio Fedčenko, lungo 77 chilometri; di conseguenza esso è attraversato da un gran numero di fiumi appartenenti ai bacini dell'Amu Darya ad ovest e del Tarim ad est e ospita centinaia di laghi. Nonostante l'estrema scarsità della flora che caratterizza l'ecoregione della tundra e deserto d'altitudine del Pamir, la fauna è molto diversificata: tra le specie maggiormente degne di nota figura l'argali di Marco Polo, una specie endemica e in pericolo di estinzione.
L'uomo frequenta la regione del Pamir da vari millenni: essa si trova infatti lungo uno degli itinerari secondari della via della seta, che nell'Antichità attraversava l'Asia centrale, ma solamente i Tagiki a partire dal II secolo e i Kirghisi a partire dal XVI vi si sono insediati permanentemente. Marco Polo, nel XIII secolo, fu il primo europeo a raccontare la sua traversata del Pamir. Tuttavia, furono ben pochi quelli che seguirono le sue orme, almeno fino alla metà del XIX secolo, quando la zona venne esplorata e si trovò al centro di un conflitto geopolitico, il cosiddetto «Grande Gioco», tra l'Impero russo a nord e l'India britannica a sud. Finita quest'epoca, il Pamir ripiombò nuovamente nell'oblio durante il XX secolo. Attualmente, è abitato da varie popolazioni adattatesi a vivere in montagna: i Tagiki, ad ovest e a sud, e i Kirghisi, a nord e ad est. Questi ultimi, che si spostano con le loro greggi nei pochi pamiri fertili, conducono uno stile di vita semi-nomade e sono i custodi di una cultura ricca di tradizioni popolari.
Il Pamir rimane tuttora una delle regioni più isolate del mondo. Le infrastrutture sono poco sviluppate e la popolazione continua a dipendere dagli aiuti esterni. Anche il turismo, basato essenzialmente su alpinismo, trekking ed ecoturismo, stenta a svilupparsi, malgrado la presenza di numerose aree protette, tra le quali il parco nazionale del Pamir, il più grande dell'Asia centrale.

## Toponimo

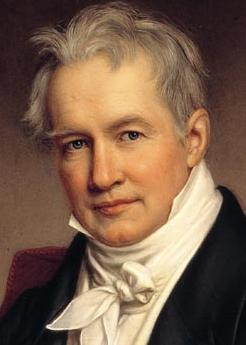
Ritratto di Alexander von Humboldt, uno dei primi ad utilizzare il toponimo Pamir, comparso nel XVI secolo.

Il monaco buddista Xuánzàng, verso il 640, fu il primo a parlare nei suoi scritti di Po-mi-lo o Pho-mi-lo, l'altopiano del Pamir. Tale toponimo ricorda molto il kirghiso Pamil, la parola usata per indicare una zona montuosa. Il termine venne ripreso, nella variante Pomi, intorno alla metà dell'VIII secolo, all'epoca della dinastia Tang. Xuánzàng situava questa regione al centro del Congling o Tsoung Ling (葱嶺), letteralmente le «montagne Cipolla», una zona montuosa che si estendeva su una superficie più grande di quella occupata dal Pamir vero e proprio.
Secondo Eugène Burnouf, Pamer, Pamere o Pamier, le diverse grafie utilizzate da Marco Polo nel XII secolo e successivamente da Mountstuart Elphinstone e Alexander Burnes nel XIX secolo, deriverebbero dalla sincope del nome sanscrito Oupa-Mérou, vale a dire il «paese vicino al Meru», mentre la grafia Pamir, comparsa per la prima volta nel 1543 sotto la penna del principe di Kashgar Mirza Haidar e ripresa in seguito da John Wood e Alexander von Humboldt, deriverebbe da Oupa-Mira, cioè il «paese intorno al lago», con riferimento, secondo lo studioso, al lago Zorkul'.

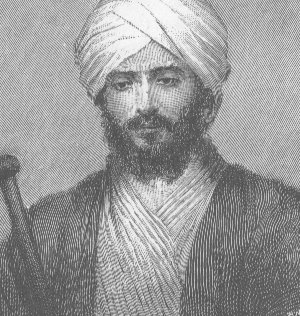
Ritratto in costume tradizionale dardo dell'orientalista britannico Gottlieb Wilhelm Leitner, che effettuò ricerche sull'origine della parola pamir.

Gottlieb Wilhelm Leitner rigetta questa teoria, appellandosi al fatto che gli abitanti che frequentano ogni anno i pascoli di questo altopiano parlano lingue turche, soprattutto kirghiso e ili turki, e designano indistintamente le vallate con il nome di pamiri. Pertanto, pâ potrebbe significare «montagna» e «mira» indicherebbe una «vasta regione» o un «altopiano»; secondo un'altra ipotesi, pan o pai vorrebbe dire «piede» o «base» e mir «montagna», e pamir significherebbe quindi «regione ai piedi della montagna». I pamiri sarebbero sette od otto, ma secondo un'ipotesi alternativa la parola non designerebbe un tipo generico di valle, bensì una valle in particolare, quella del lago Zorkul'. Per estensione, il nome comune pamir sarebbe poi andato ad indicare l'intera regione. Un'etimologia alternativa, tuttavia poco plausibile, farebbe derivare il nome da Pa-i-michr, cioè «fondamenta del sole» in lingua uzbeca, che alcuni studiosi hanno interpretato come «piedi di Mitra», l'equivalente del dio del sole nella mitologia indo-iraniana.
L'altitudine del massiccio gli ha valso localmente, secondo Wood, l'appellativo di Bam-i-dunya, il «tetto del mondo», in lingua wakhi o kirghisa, nome forse derivato da pay-i-mehr, divenuto Bamyar in persiano. Qualunque sia stata la sua origine, l'espressione divenne comune in età vittoriana. Thomas Edward Gordon, nel 1876, scrisse:
L'espressione comparve in seguito negli scritti di Guillaume Capus del 1890, nell'undicesima edizione dell'Encyclopædia Britannica del 1911, nella Brockhaus Enzyklopädie del 1929 e ancora nella Columbia Encyclopedia del 1942.
Nelle lingue locali i monti Pamir vengono chiamati Кӯҳҳои Помир (Kūhhoi Pomir) in tagico, Памир тоолору (Pamir tooloru) in kirghiso, رشته کوه‌های پامیر (rechté kouh-hâyé pâmir) in persiano, د پامير غرونه in pashtu, پامىر ئېگىزلىكى in uiguro, پامیر کوهستان (pāmīr kūhistān) in urdu, पामीर पर्वतमाला (pāmīra parvatamālā) in hindi e 帕米尔高原 (Pàmǐ'ěr Gāoyuán) in cinese.

## Geografia

### Localizzazione

Carta amministrativa della regione del Pamir con la suddivisione in rajon della provincia autonoma del Gorno-Badakhshan.

Situate in Asia centrale, le montagne del Pamir costituiscono un nodo orografico nel punto dove si congiungono il Tien Shan a nord, il Kunlun ad est, il Karakorum a sud e l'Hindu Kush a sud-ovest. Ricadono per lo più nella provincia autonoma del Gorno-Badakhshan, che occupano interamente. Questa è situata nella parte orientale del Tagikistan e raggruppa sette rajon, Darvoz, Vanj, Rushon, Shughnon, Roshtqal'a, Ishkoshim e Murghob, ai quali si aggiunge la città di Choruǧ, capitale della provincia autonoma. Piccole parti della catena montuosa si trovano anche nella provincia di Nohiyaho‘i tobe‘i jumhurî, nell'oblast' di Osh nel sud del Kirghizistan, nella provincia del Badakhshan nel nord-est dell'Afghanistan e nella regione autonoma dello Xinjiang in Cina. Il loro confine meridionale è delimitato dal Corridoio del Wakhan, dove scorre il Wakhan Darya, ramo sorgentifero del Panj, mentre il loro confine settentrionale è costituito dalla vasta depressione della valle di Alaj, dove scorre il Kyzylsu, corso superiore del Vachš. La loro frontiera orientale, con il Kunlun, è più controversa: alcuni la fanno passare a livello della larga faglia dove oggi corre la strada del Karakorum; altri la situano 150-200 chilometri più ad est. Il loro confine occidentale è piuttosto vago, in quanto il rilievo diminuisce gradualmente di altitudine. A tale riguardo la Grande enciclopedia sovietica afferma:

### Topografia

#### Geomorfologia
Il Pamir si estende per circa 500 chilometri da est ad ovest e 300 chilometri da nord a sud. Nonostante la sua complessa struttura, è possibile distinguere in esso due grandi settori: una parte occidentale, costituita dalla regione del Badakhshan, con montagne impervie e valli profonde e anguste, percorse da torrenti e costellate da piccoli villaggi verdeggianti arroccati su conoidi di deiezione e terrazze alluvionali; e una parte orientale, caratterizzata da elevati altopiani isolati e desertici compresi tra 3500 e 4500 metri di altitudine formati da depositi mobili alluvionali e morenici e sovrastati da cime relativamente poco elevate. Il confine tra queste due parti viene tradizionalmente fatto passare lungo la cresta di Zulumart e i passi di Pereval Pshart e Pereval Kara-Bulak.

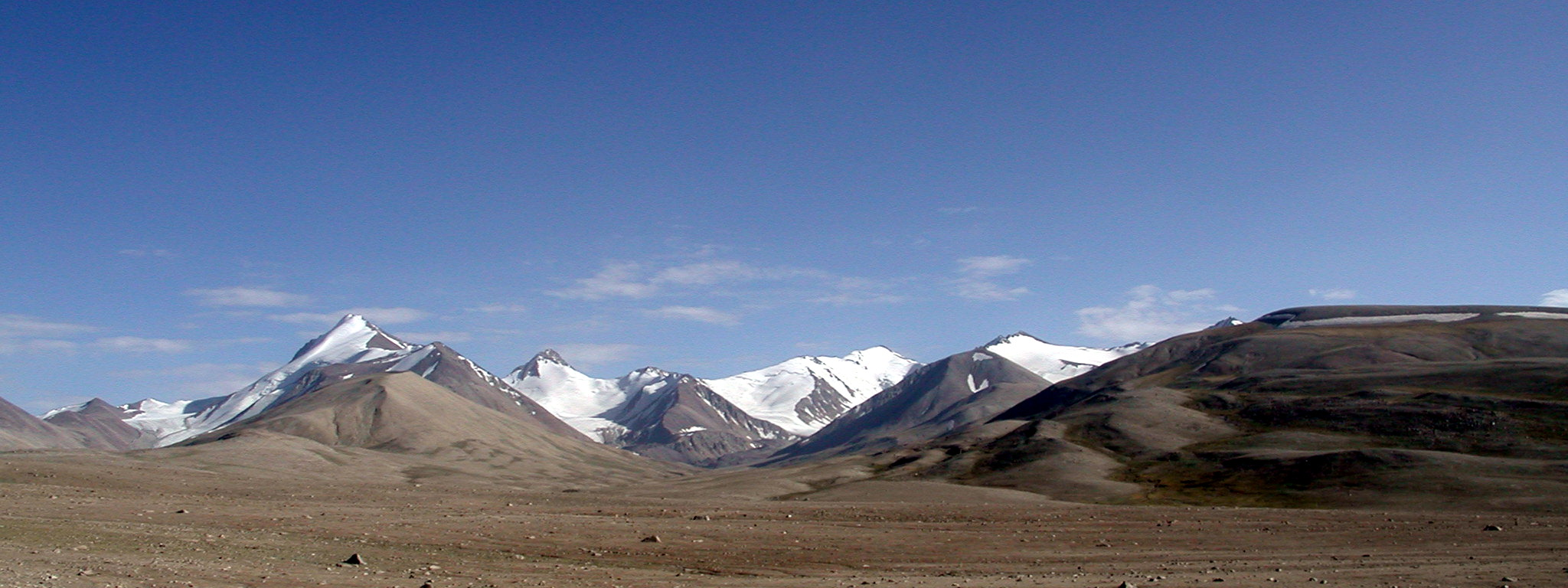
Vista panoramica degll'altopiano del sud-est del Pamir lungo la strada che collega Choruǧ a Murghob in Tagikistan.

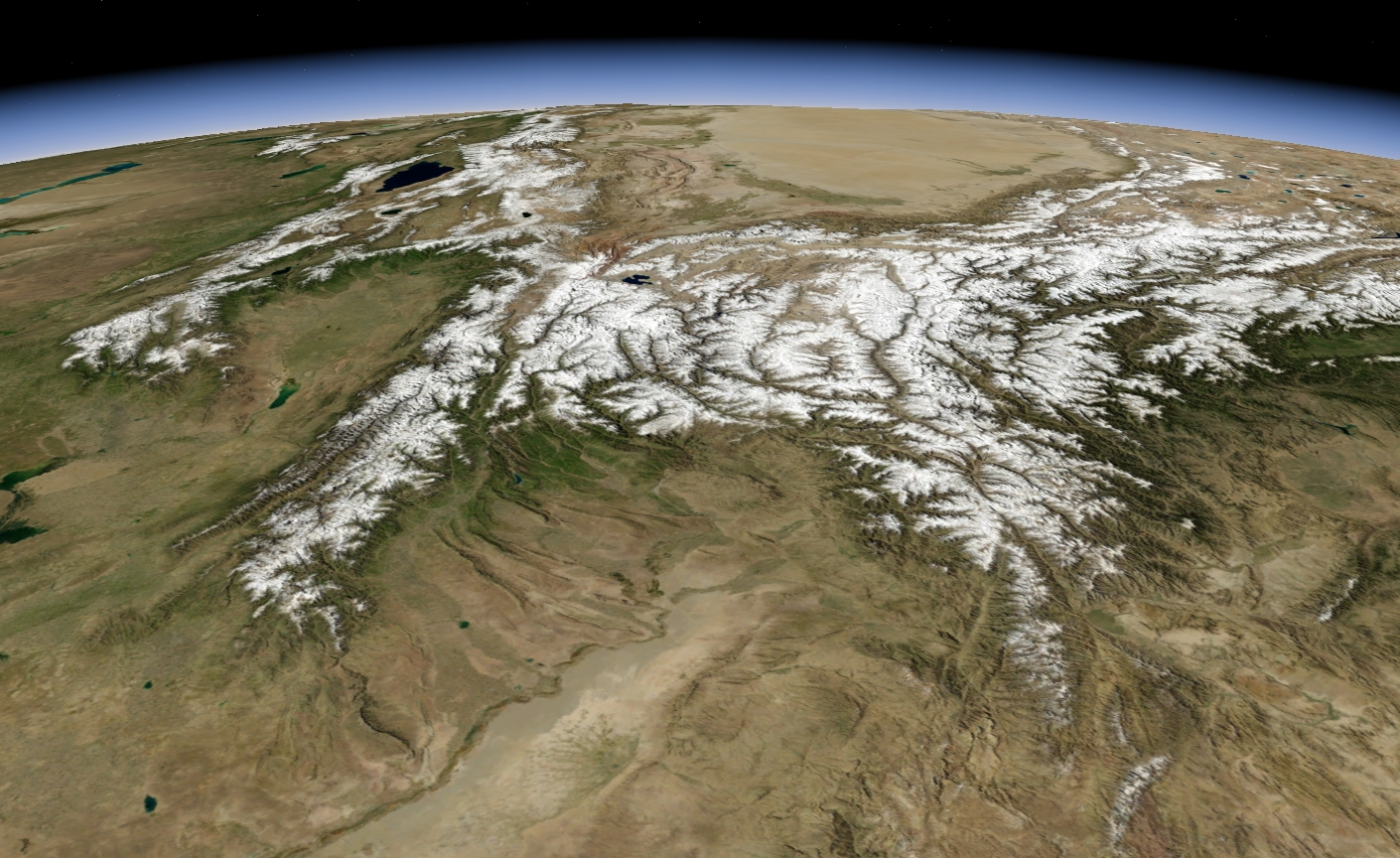
Immagine 3D, da ovest, con il Pamir (al centro), il Tien Shan (a sinistra), l'Hindu Kush (in primo piano a destra), il Karakoram (in secondo piano a destra) e il Kunlun (in terzo piano a destra).

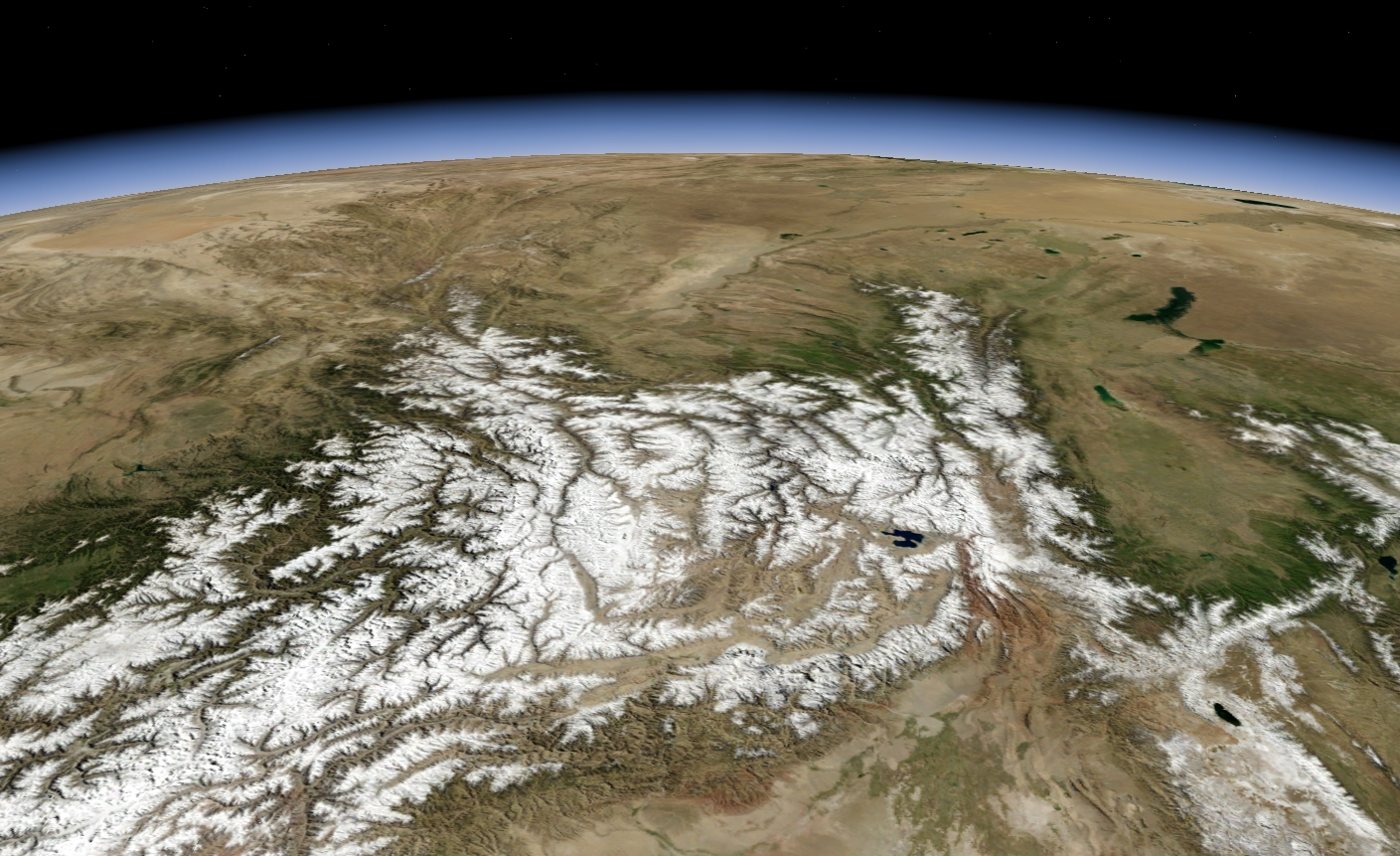
Immagine 3D, da est, con il Pamir (al centro), il Tien Shan (a destra), l'Hindu Kush (in secondo piano a destra), il Karakoram (in primo piano a destra) e il Kunlun (in primo piano in basso).

Al centro del massiccio si trova la catena dell'Accademia delle Scienze, che si estende per 175 chilometri e culmina a 7495 metri con il picco Ismail Samani, chiamato precedentemente picco Stalin dal 1932 al 1962 e picco del Comunismo dal 1962 al 1998; qui si innalza anche il picco Korženevskaja, alto 7105 metri, spesso considerato come la terza cima più alta del Pamir. A nord-est si trova la catena del Trans-Alaj, che si estende da est ad ovest, parallelamente alla valle di Alaj e ai monti Alaj che si trovano lungo l'altro lato della valle. Questa raggiunge i 7134 metri con il picco Lenin, già picco Kaufmann dalla sua scoperta nel 1871 al 1928 e noto ufficialmente come picco Abu Ali ibn Sina dal 2006 in Tagikistan e talvolta, impropriamente, picco Achyk-Tash in Kirghizistan, dal nome di un altopiano e di un campo base che vi sorge a 3600 metri di quota. Il versante occidentale della catena dell'Accademia delle Scienze digrada improvvisamente e si prolunga in una regione pedemontana comprendente, da nord a sud, la catena di Pietro il Grande (picco Mosca, 6785 m), i monti del Darvaz (picco Arnavad, 5992 m), del Vanč e dello Jazgulem (picco dell'Indipendenza, noto come picco della Rivoluzione fino al 2006, 6974 m). A sud, i monti di Rušan (picco Patkhor, 6083 m), Shughnon (picco Skalisty, 5707 m), Roshtqal'a (5321 m) e Šachdara o Ishkoshim (picco Karl Marx, 6726 m) sono separati da profonde gole orientate tutte da est ad ovest e frequentemente colmate dalle frane provocate dai terremoti. Ad essi segue ad est un altopiano dal quale emergono soprattutto i Muzkol (picco dell'Ufficiale Sovietico, 6233 m), i monti dell'Aličur settentrionali (5617 m) e meridionali (picco Kyzyldangi, 5704 m) e i monti del Wakhan o Selsela-Koh-i-Wākhān (6421 m), tra i quali si trovano numerosi laghi, come il Karakul' a 3900 metri di quota. Infine, i monti del Sarykol, soprannominati «Pamir cinese» nonostante si trovino lungo la frontiera con il Tagikistan, chiudono da nord a sud gli altopiani del Pamir ai confini orientali del massiccio e culminano con il picco Lyavirdyr a 6351 metri di altezza, proprio di fronte al Kongur e al Muztagata. Questi ultimi appartengono ad una catena montuosa indicata talvolta con il nome di monti di Kashgar (o Kandar), talvolta inclusa nel Pamir, ma generalmente considerata come un prolungamento settentrionale del Kunlun, in quanto una larga faglia la separa dal Pamir propriamente detto.

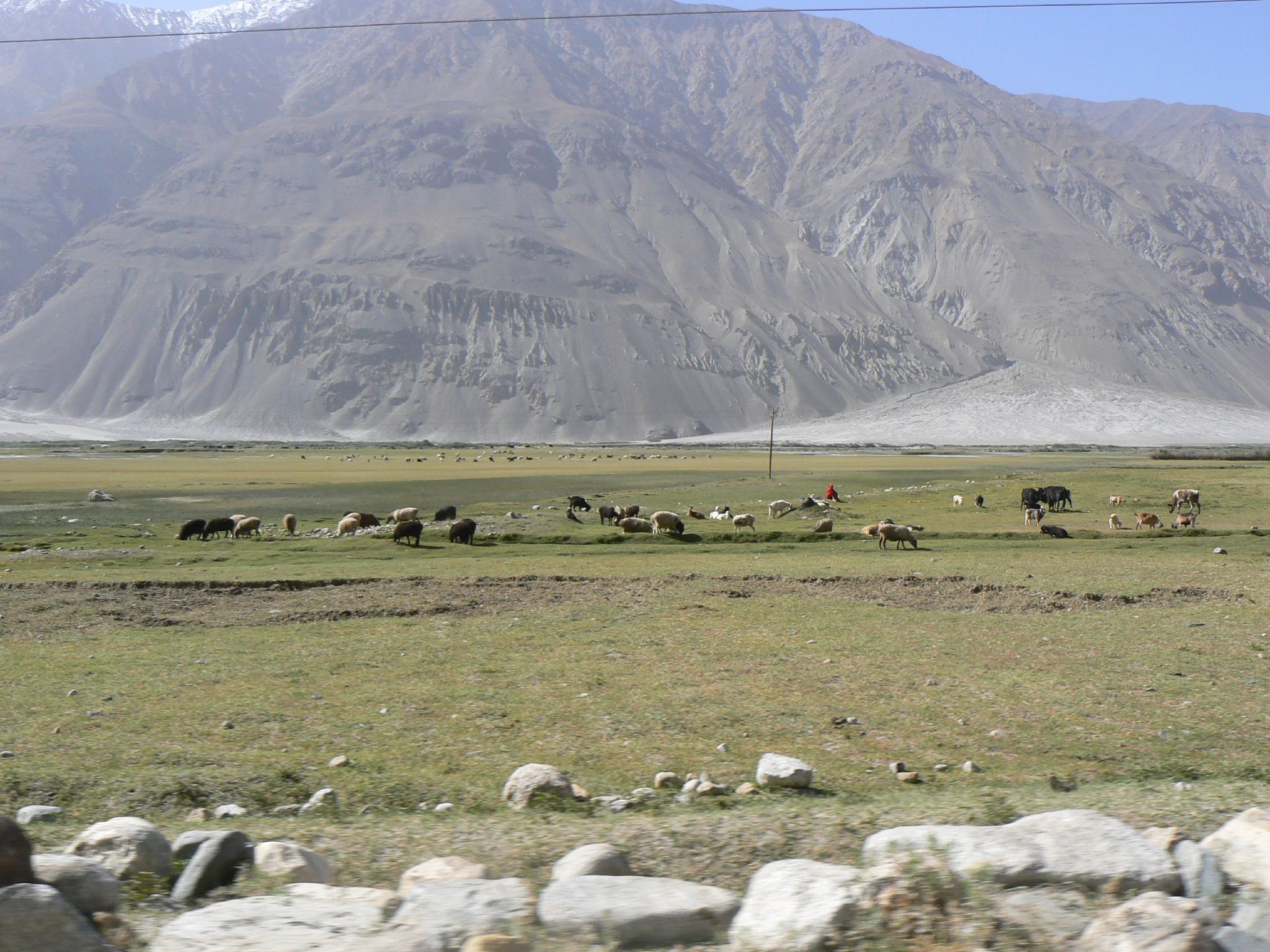
Un pamir nel Corridoio del Wakhan con uno dei conoidi di deiezione tipici del massiccio in secondo piano a destra.

I pamiri, fertili valli glaciali chiuse da morene e irrigate naturalmente, ma percorse solamente dai nomadi kirghisi, vengono tradizionalmente considerati sette od otto. Il Pamir Taghdumbash, soprannominato il «Capo supremo delle montagne» o il «pamir della sommità della montagna», è situato tra i monti del Sarykol a nord e il passo Kilik (4827 m) a sud, nel sud-ovest dello xian autonomo tagiko di Tashkurgan, in Cina. È chiuso ad ovest dal passo Wakhjir (4923 m), che lo separa dalla parte a monte della valle del Wakhan Darya. Esso corre verso est prima di curvare verso nord fino a Tashkurgan, a circa 3000 metri di altitudine, per una distanza di un centinaio di chilometri. È l'unico pamir appartenente al bacino del Tarim ed è abitato da Kirghisi, Sarikoli e Wakhi. Il Pamir Wakhan si trova all'estremità orientale del Corridoio del Wakhan, in Afghanistan, a nord del Karakoram, a monte della località di Baza'i Gonbad. Corre per una trentina di chilometri in direzione ovest/nord-ovest ed è il più angusto tra tutti i pamiri, pur offrendo ricchi pascoli. Il Pamir Khord o Pamir Kitshik, meglio conosciuto con il nome di Piccolo Pamir, si estende tra i Selsela-Koh-i-Wākhān a nord e il Karakoram a sud, tra il lago Chaqmaqtin e il villaggio di Sarhadd, nella parte centrale del Corridoio del Wakhan. È collegato a nord-est con la valle dell'Oksu e corre verso sud/sud-ovest per un centinaio di chilometri. Il Pamir Kalan o Pamir Tshong, meglio conosciuto come Grande Pamir, è, come indica il nome, il più lungo e più largo tra tutti i pamiri. È una valle che si estende per circa 130 chilometri dal lago Zorkul' verso sud/sud-ovest, tra i monti dell'Aličur meridionali a sud e i Selsela-Koh-i-Wākhān a nord, ed accoglie il corso del fiume Pamir. Un po' più a nord, il Pamir Aličur si estende tra le catene settentrionale e meridionale dei monti omonimi; ospita i laghi Yashilkul, Bulun-Kul e Sasyk-Kul e prosegue verso ovest attraverso i monti Shughnon. Più a nord ancora, il Pamir Sarez (il «pamir della pista gialla») è incassato tra i monti dell'Aličur settentrionali e Muzkol, intorno al lago Sarez. Nonostante figuri su numerose carte e sia stato segnalato dagli esploratori, la sua esistenza è stata messa in dubbio da Ney Elias, in quanto, afferma, esso non possiede nessuna delle caratteristiche principali di un pamir a causa del fatto di essere troppo incassato. Francis Younghusband segnala che una piccola valle fertile di una quindicina di chilometri di lunghezza si trovi più ad est, nei dintorni di Murghob, e che la sua posizione sia stata male indicata sulle carte. Il Pamir Rangkul (il «pamir del lago colorato») corre per quaranta chilometri di lunghezza intorno al lago omonimo, mentre il Pamir Khargosh (o Kargushî, il «pamir del coniglio») corre per trenta chilometri a sud e ad est del lago Karakul'; la loro esistenza è tuttavia messa in dubbio da alcuni studiosi. Numerose altre valli della regione potrebbero rivendicare la qualifica di pamir, ma le differenze geomorfologiche e le tradizioni locali non li riconoscono come tali.

#### Suddivisioni principali

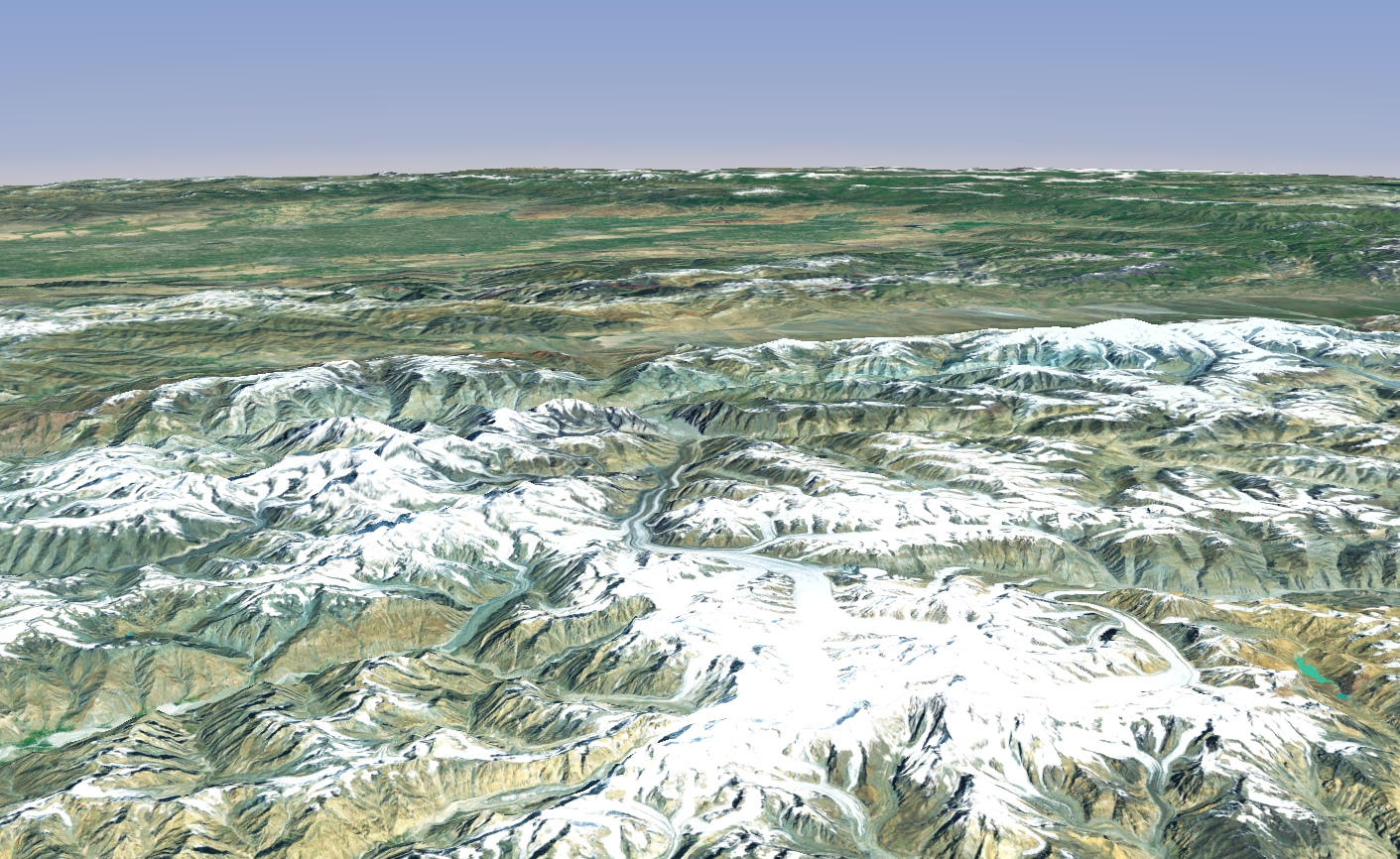
Immagine 3D della catena dell'Accademia delle Scienze vista da sud.

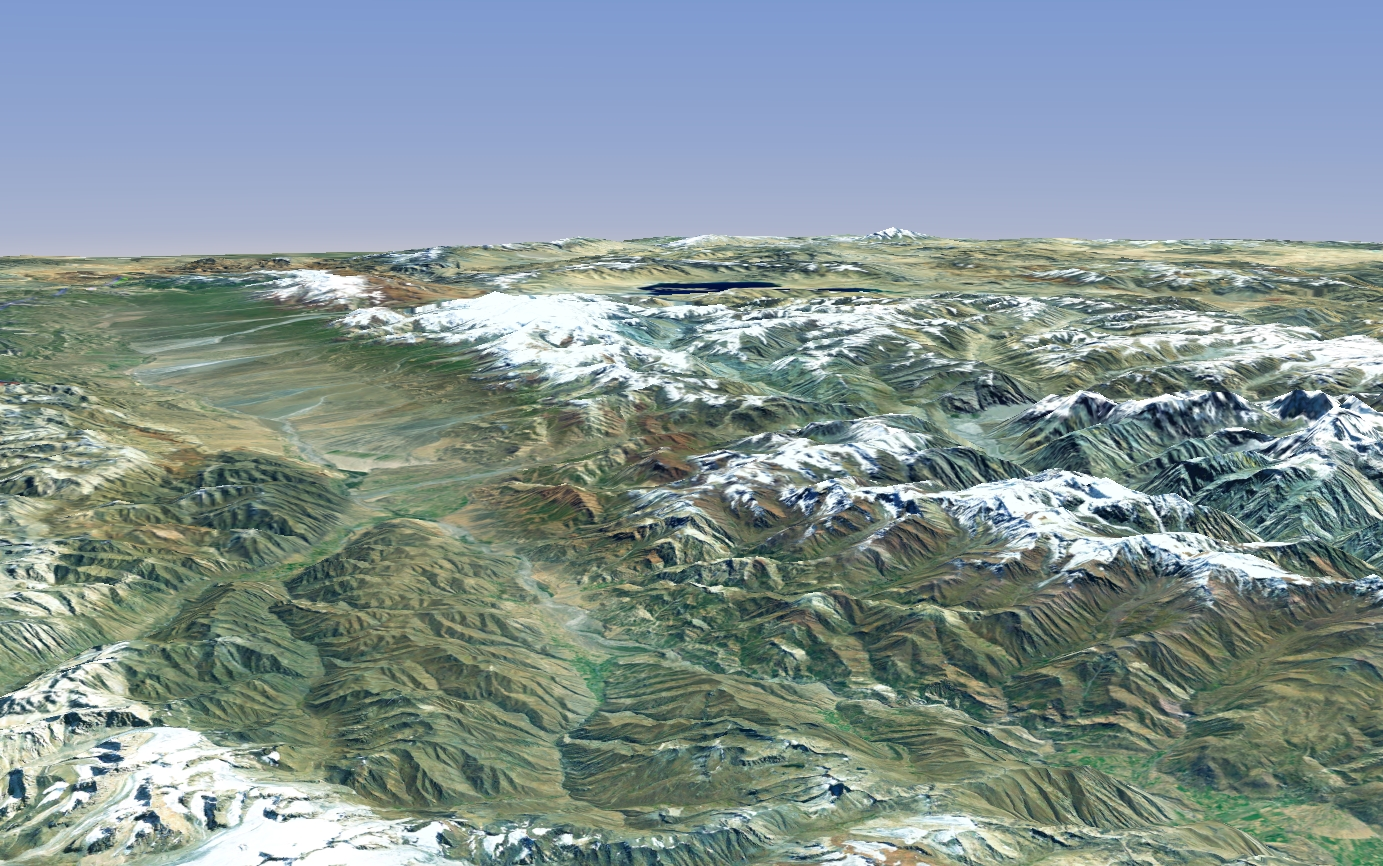
Immagine 3D con la catena del Trans-Alaj vista da ovest.

La tabella seguente elenca le principali catene che compongono il Pamir per altitudine decrescente. I monti di Kashgar, in grigio, sono considerati sia come una catena periferica del Pamir che come parte integrante del Kunlun.
| Suddivisione                        | Punto culminante               | Altitudine |
| ----------------------------------- | ------------------------------ | ---------- |
| Monti di Kashgar                    | Kongur                         | 7649 m     |
| Catena dell'Accademia delle Scienze | picco Ismail Samani            | 7495 m     |
| Monti Trans-Alaj                    | picco Lenin                    | 7134 m     |
| Monti dello Jazgulem                | picco dell'Indipendenza        | 6974 m     |
| Catena di Pietro il Grande          | picco Mosca                    | 6785 m     |
| Monti Šachdara                      | picco Karl Marx                | 6726 m     |
| Monti del Sarykol                   | picco Lyavirdyr                | 6351 m     |
| Monti Muzkol                        | picco dell'Ufficiale Sovietico | 6233 m     |
| Monti di Rušan                      | picco Patkhor                  | 6083 m     |
| Monti del Darvaz                    | picco Arnavad                  | 5992 m     |
| Monti Shughnon                      | picco Skalisty                 | 5707 m     |
| Monti dell'Aličur meridionali       | picco Kyzyldangi               | 5704 m     |

#### Cime principali
Ecco di seguito un elenco delle principali vette del Pamir per ordine di altitudine. Le cime in grigio fanno parte dei monti di Kashgar, considerati sia come una catena periferica del Pamir che come parte integrante del Kunlun.
| Cima                           | Altitudine | Paese                     | Suddivisione                        | Note |
| ------------------------------ | ---------- | ------------------------- | ----------------------------------- | --- |
| Kongur                         | 7649 m     | Cina                      | monti di Kashgar / Kunlun           | |
| Kungur Tjube Tagh              | 7530 m     | Cina                      | monti di Kashgar / Kunlun           | anticima del Kongur |
| Mustagh Ata                    | 7509 m     | Cina                      | monti di Kashgar / Kunlun           | |
| Picco Ismail Samani            | 7495 m     | Tagikistan                | catena dell'Accademia delle Scienze | noto in precedenza come picco Stalin e picco del Comunismo                                                                             |
| Picco Lenin                    | 7134 m     | Tagikistan / Kirghizistan | monti Trans-Alaj                    | noto in precedenza come picco Kaufmann, ribattezzato picco Abu Ali Ibn Sina in Tagikistan e talvolta picco Atchik Tash in Kirghizistan |
| Picco Korženevskaja            | 7105 m     | Tagikistan                | monti dell'Accademia delle Scienze  | |
| Picco dell'Indipendenza        | 6974 m     | Tagikistan                | monti dello Jazgulem                | noto in precedenza come picco della Rivoluzione                                                                                        |
| Picco Russia                   | 6875 m     | Tagikistan                | catena dell'Accademia delle Scienze | |
| Picco Mosca                    | 6785 m     | Tagikistan                | catena di Pietro il Grande          | |
| Chakragil                      | 6760 m     | Cina                      | monti di Kashgar / Kunlun           | |
| Picco Karl Marx                | 6726 m     | Tagikistan                | monti Šachdara                      | |
| Picco Garmo                    | 6595 m     | Tagikistan                | catena dell'Accademia delle Scienze | |
| Picco Engels                   | 6510 m     | Tagikistan                | monti Šachdara                      | |
| Picco Lyavirdyr                | 6351 m     | Cina                      | monti del Sarykol                   | |
| Picco dell'Ufficiale Sovietico | 6233 m     | Tagikistan                | monti Muzkol                        | |
| Picco Mayakowski               | 6095 m     | Tagikistan                | monti Šachdara                      | |
| Picco Patkhor                  | 6083 m     | Tagikistan                | monti di Rušan                      | |
| Picco Arnavad                  | 5992 m     | Tagikistan                | monti del Darvaz                    | |
| Picco Skalisty                 | 5707 m     | Tagikistan                | monti Shughnan                      | |
| Picco Kyzyldangi               | 5704 m     | Tagikistan                | monti dell'Aličur meridionali       | |

### Idrografia

Carta del Pamir con evidenziato il bacino dell'Amu Darya, con il Pjandž e il Vachš e i loro rispettivi affluenti sui tre quarti occidentali del massiccio; il quarto orientale appartiene al bacino del Tarim; al centro, il bacino endoreico del lago Karakul'.

La stragrande maggioranza dei fiumi che attraversano il Pamir appartiene al bacino dell'Amu Darya. Il più importante tra questi è il Pjandž, che nasce dalla confluenza tra il Pamir e il Wakhan Darya e delimita i confini meridionali e sud-occidentali del massiccio, e allo stesso tempo segna il confine tra il Tagikistan e l'Afghanistan. Tra i suoi affluenti di destra vi sono il Gunt, che confluisce in esso nella città di Choruǧ e a sua volta raccoglie le acque dello Šachdara all'ingresso dell'agglomerato; il Bartang, chiamato Oksu nel suo corso superiore e Murghab (che significa «l'acqua vicino alla quale nidificano gli uccelli») nel suo corso medio, che nasce a poche centinaia di metri dalle sorgenti del Pjandž e attraversa letteralmente il Pamir da est ad ovest per diverse centinaia di chilometri prima di confluire nel Pjandž; lo Jazgulem e il Vanč. Segnando il confine settentrionale del Pamir con i nomi prima di Kyzylsu poi di Surchob, anche il Vachš confluisce da destra nel Pjandž molto ad ovest del massiccio, ai confini sud-occidentali del Tagikistan, per formare l'Amu Darya. Il Muksu e l'Obichingou sono due affluenti di sinistra del Surchob che drenano la catena di Pietro il Grande e i monti del Darvaz. Altri fiumi alimentano il lago endoreico di Karakul', tra cui il Karadžilga e il Muzkol. La parte occidentale dei monti del Sarykol appartiene al bacino del Tarim. In tutto sono circa 173 i fiumi che percorrono il massiccio, ai quali vanno aggiunte più di 200 sorgenti minerali, un terzo delle quali sono calde.

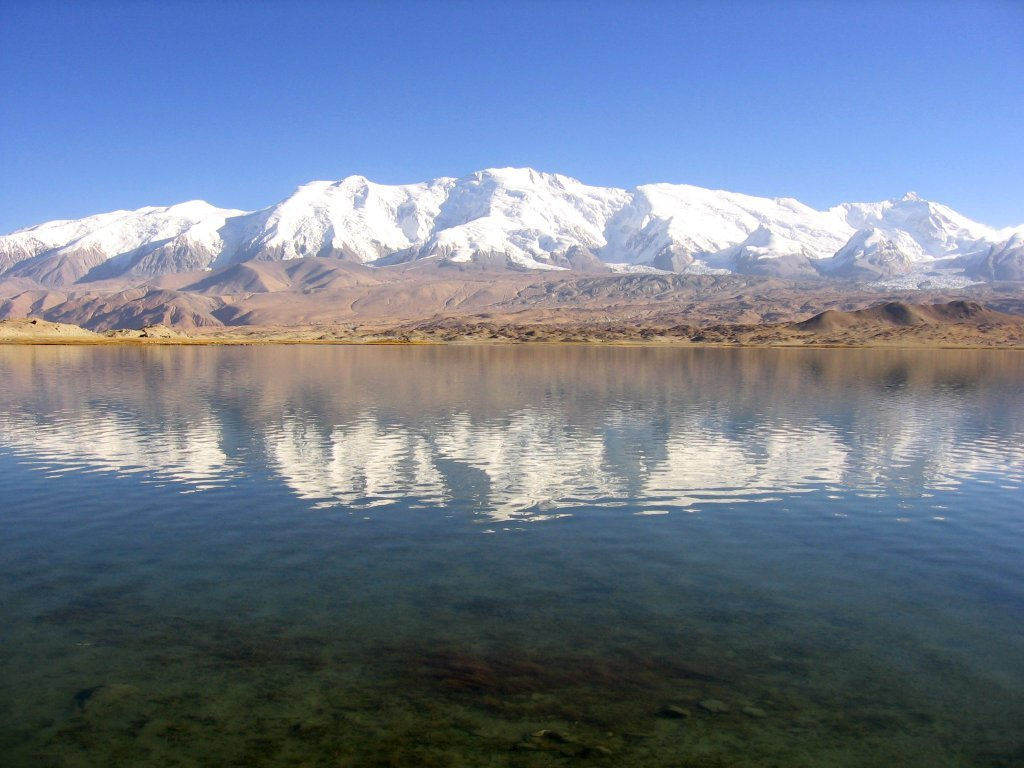
Veduta dei monti di Kashgar che si specchiano in un lago dei monti del Sarykol.

A seconda delle fonti, nel Pamir vi sono tra 846, per una superficie complessiva di 1343 chilometri quadrati, e 1449 laghi. Oltre al lago Karakul', che si estende per 38.000 ettari in un cratere da impatto vecchio di 25 milioni di anni nel nord-est del Pamir, dalle acque particolarmente basiche, con un pH compreso tra 7,3 e 8,0, vi sono i laghi gemelli Rangkul e Shorkul sul versante occidentale dei monti del Sarykol e il lago Zorkul', formato da una morena, tra i monti dell'Aličur meridionali e Wakhan. Il lago Turumtaikul, 4260 metri di quota, è il più elevato. Al centro del massiccio, i laghi Yashilkul (il «lago verde») e Sarez sono stati creati dalle frane. Il secondo, conseguenza del terremoto del 1911, si è formato spontaneamente a seguito dello sbarramento del corso del fiume Bartang da parte della barriera di Usoi, la più alta del mondo. Si estende per una lunghezza di sessanta chilometri e ha una profondità massima di 500 metri. Esso continua a innalzarsi al ritmo di venti centimetri all'anno, facendo temere per la tenuta dello sbarramento e la distruzione potenziale di 32 villaggi situati immediatamente a valle, ai quali si aggiungerebbero disagi a cinque milioni di persone che vivono nel bacino dell'Amu Darya. Alcuni laghi congelano da novembre fino a maggio e a metà dell'inverno possono essere ricoperti perfino da un metro di ghiaccio.

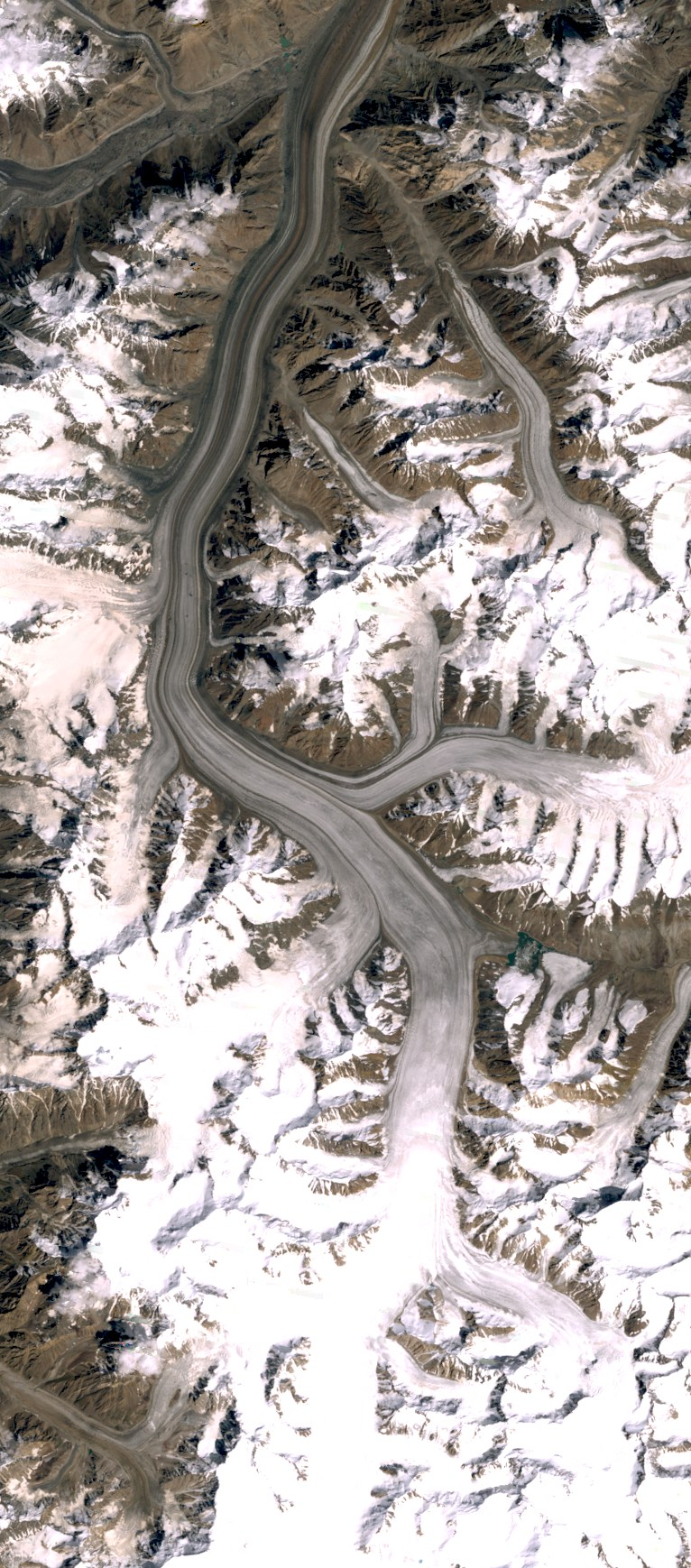
Veduta aerea del bacino collettore del ghiacciaio Fedčenko, il più lungo del massiccio.

Il Pamir è percorso da 3000 ghiacciai che ricoprono una superficie totale di 8400 chilometri quadrati secondo dati degli anni '70 o da 13.000 ghiacciai che coprono in tutto 12.000 chilometri quadrati secondo dati più recenti risalenti al 1990, ma che tengono conto dei confini geografici più estesi del massiccio. Essi contribuiscono a rifornire di acqua 60 milioni di persone in Tagikistan, Afghanistan, Uzbekistan, Turkmenistan e Xinjiang. Tra questi, nella catena dell'Accademia delle Scienze, si trova il ghiacciaio Fedčenko, il più lungo dell'ex URSS e il più lungo ghiacciaio al di fuori delle regioni polari con i suoi 77 chilometri. All'inizio degli anni '60 conteneva 200 milioni di metri cubi di ghiaccio, che si formava grazie agli ingenti accumuli di neve. Sulla catena di Pietro il Grande, sui monti del Darvaz, del Vanč e dello Jazgulem si trovano i ghiacciai Grumm-Grzhimailo, lungo 36 chilometri, Garmo, 27 chilometri, Surgan, 24 chilometri, dell'Istituto Geografico, 21 chilometri, e Fortambek, 20 chilometri. Il più lungo ghiacciaio del Trans-Alaj è il ghiacciaio del Grande Saukdara, lungo 25 chilometri, mentre il ghiacciaio Lenin avanza anche alla velocità di cento metri al giorno e talvolta penetra anche per diversi chilometri nelle valli. Queste accelerazioni sono state osservate e studiate anche nei ghiacciai Medvezhy (letteralmente «ghiacciaio dell'Orso») e Bivatchny (letteralmente «ghiacciaio del Bivacco») e non sono una conseguenza dell'aumento del loro volume, bensì del loro scioglimento insolito, in quanto il ghiaccio sembra non avere più la stessa resistenza che aveva prima. Anche sui monti di Rušan e sui monti dell'Aličur settentrionali si trovano ghiacciai degni di nota. Tuttavia, l'area oggi occupata dai ghiacciai è nettamente inferiore a quella che ricoprivano durante l'ultima glaciazione, quando formavano una calotta glaciale che si estendeva fino all'Hindu Kush e all'altopiano tibetano. A causa del cambiamento climatico, la ritirata dei ghiacciai ha subito un'accelerazione generale negli ultimi cinquant'anni, ma essa ha influenzato solamente il 3-5% della parte centrale e orientale del massiccio rispetto al 15% di quella occidentale. Il ghiacciaio Fedčenko si è ritirato di oltre 1000 metri tra il 1920 e il 2000, dei quali ben 750 dal 1958, e ha perso 2 chilometri quadrati di superficie tra la stessa data e il 2009. Nel corso degli ultimi dieci-venti anni la portata dei fiumi è aumentata del 2% a causa dello scioglimento dei ghiacciai e dell'aumento delle precipitazioni.

### Geologia
Durante il Carbonifero, la Pangea stava continuando la sua formazione e l'oceano Paleotetide si chiuse. Si verificarono pertanto alcune collisioni continentali, che portarono all'orogenesi ercinica che dette origine al sistema del Kunlun e alla parte settentrionale del Pamir. Localmente si andò creando una zona di subduzione. Allo stesso tempo, la placca cimmeriana si staccò dal Gondwana a sud, consentendo l'apertura del rift della Neotetide nel corso del Permiano. I micro-continenti cimmeriani continuarono ad andare alla deriva verso nord e iniziarono a scorrere sotto la Laurasia. La Paleotetide scomparve completamente nel Triassico e lo sviluppo delle parti centrali e poi meridionali del Pamir ebbe termine nel Giurassico. Nel Cretaceo, la placca indiana si staccò dalla placca africana e iniziò a migrare verso nord, mentre la Tetide, a sua volta, si richiuse in una nuova zona di subduzione durante l'orogenesi alpina che dette origine anche al Karakoram. Quando il subcontinente indiano entrò in contatto con la placca eurasiatica, dando origine all'Himalaya durante l'Eocene, si esercitarono nuove forze di compressione verso nord sulle parti centrali e meridionali del Pamir. Queste deformazioni e il conseguente sollevamento proseguono tuttora.
A causa di questa storia geologica, il Pamir è attraversato da un'importante rete di faglie disposte in archi di cerchio rivolti verso nord che delimitano differenti domini petrologici. Il margine settentrionale del massiccio, corrispondente al versante nord della catena del Trans-Alaj, è costituito da conglomerati, arenarie, scisti argillosi, calcari e rocce vulcaniche risalenti ad un'epoca compresa tra la fine del Permiano e il Cenozoico, che sono stati intensamente deformati e sollevati a partire dalla metà dell'Oligocene. La parte settentrionale del massiccio corrisponde alla complessa anticlinale che si estende dal versante meridionale della catena del Trans-Alaj alla grande faglia di Vanj-Akbaital a sud. Essa è essenzialmente correlata all'orogenesi ercinica del Permiano, sebbene sia stata influenzata anche dagli eventi geologici del Mesozoico-Cenozoico. La sua composizione spazia dagli scisti metamorfici della fine del Precambriano ai marmi, alle arenarie, alle argille e alle crete, ma anche alle rocce vulcaniche, del Paleozoico e alle intrusioni di granitoidi del periodo che va dal Triassico al Giurassico medio. Una sottile zona di transizione composta da una cintura di ofioliti testimonia l'obduzione di una porzione di litosfera oceanica a livello della faglia di Vanj-Akbaital. A sud, la parte centrale del Pamir è ricoperta da una vasta falda di ricoprimento formata da sedimenti del Paleozoico e del Mesozoico depositatisi sulla piattaforma continentale dell'antica Tetide, con tracce di rocce vulcaniche del Miocene. Queste rocce sono state fortemente deformate dall'orogenesi alpina del Cenozoico. Alcune finestre presentano degli scisti sottoposti a leggero metamorfismo della fine del Precambriano e delle alternanze di strati sedimentari, principalmente marini, ma anche di bauxiti di origine vulcanica, del periodo che va dalla metà del Paleozoico al Cretaceo superiore. Queste rocce autoctone hanno subito intrusioni di granitoidi del Paleogene e del Neogene che potrebbero aver favorito un metamorfismo locale. La regione dei monti di Rušan e del passo di Pereval Pshart è costituita da strati terrigeni del Paleozoico superiore, inclinati e dislocati verso il nord. Essi contengono diabase e spilite, ma anche intrusioni di granitoidi risalenti al periodo compreso tra Giurassico ed Eocene, correlate all'orogenesi alpina. La regione è geologicamente simile alla parte sud-orientale del massiccio, un vasto e complesso sinclinorio, anch'esso composto da spessi depositi marini terrigeni e da inclusioni di granitoidi, a cui si aggiungono dei flysch del Triassico e del Giurassico e delle arenarie, dei conglomerati e dei tufi del periodo che va dal Cretaceo al Miocene. Infine, la parte sud-occidentale del massiccio, isolata dalla faglia di Hunt-Aličur, è costituita da scisti, gneiss e marmi del Precambriano che sono stati poco interessati dalle fasi orogeniche successive, con l'eccezione, ancora una volta, di inclusioni di granitoidi del Cretaceo e del periodo compreso tra Oligocene e Neogene.

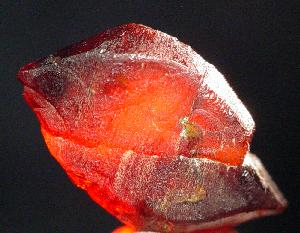
Un campione di clinohumite del Badakhshan.

L'emissione di magma in superficie e il metamorfismo hanno favorito la comparsa di cristalli, metalli rari, mercurio, boro, fluorite, calcite, lazurite, spinello e oro. Scoperta nel 1876 in forma non gemmifera sul Vesuvio da Alfred Des Cloizeaux, la clinohumite fu scoperta qui in depositi sfruttabili per la prima volta nel 1983, fino alla scoperta nel 2000 di un secondo giacimento nel distretto dolgano-nenec del Tajmyr in Siberia e nel 2005 di un terzo sui monti Mahenge in Tanzania.

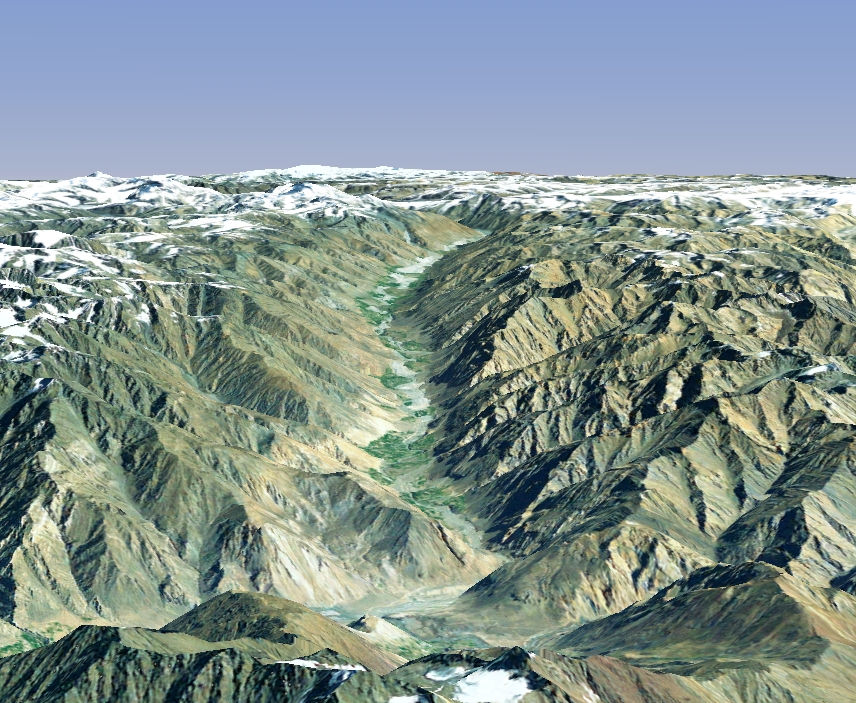
Immagine 3D della valle del Vanj, fortemente segnata dall'erosione.

La formazione dei pamiri, nella parte occidentale del massiccio, ebbe inizio nel Miocene sotto un regime continentale e per effetto dell'erosione fluviale, partendo dal margine e poi estendendosi verso est. Di conseguenza, le valli sono fortemente incassate ad ovest, meno profonde al centro del Pamir e praticamente assenti nella parte orientale. Il Pamir si è innalzato ad un ritmo medio di 2,5-3 millimetri all'anno nel corso degli ultimi milioni di anni. Questa dinamica continua tuttora con valori che raggiungono i 15 millimetri all'anno sulla catena di Pietro il Grande. Talvolta questa viene indicata come la zona più sismica al mondo, dove sono stati registrati due terremoti di magnitudine superiore a 7 nella prima metà del XX secolo, a Sarez nel 1911 e a Khait nel 1949, entrambi accompagnati da grandi frane.

### Clima
La parte occidentale del Pamir è sottoposta ad un clima continentale, con estati temperate e secche e inverni lunghi e freddi. La parte orientale è invece caratterizzata da un clima arido, con un tasso di umidità talvolta inferiore al 10%, o talvolta glaciale, soggetta a un intenso soleggiamento e spazzata da venti violenti. La regione del Pamir è situata nella zona subtropicale; durante l'estate, nei cieli sovrastanti, si trovano masse d'aria tropicali, mentre a partire da ottobre inizia a formarsi una depressione sulla parte occidentale del massiccio, che dura fino ad aprile e apporta precipitazioni sulle regioni pedemontane occidentali e trattiene le masse d'aria fredda ad est.

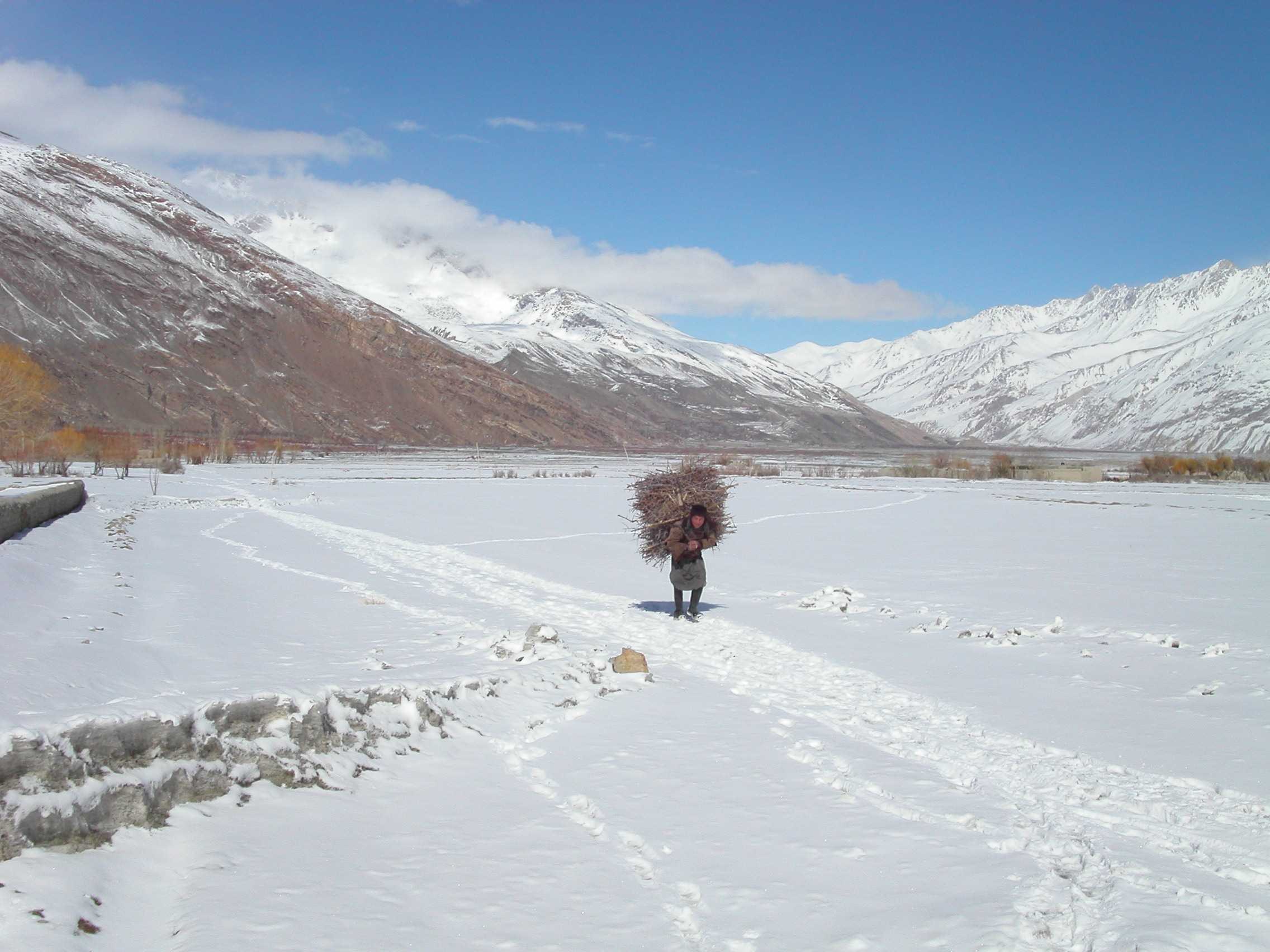
Un anziano wakhi di ritorno dalla raccolta del legname agli inizi d'autunno nel Corridoio del Wakhan.

In tutto il massiccio, le temperature medie annue variano tra 0 e -8 °C e quelle estive tra 2 e 10 °C. Ad est in particolare, la temperatura media di gennaio è di -17,8 °C a 3600 metri di altitudine e scende frequentemente fino a -50 °C in inverno. Presso il lago Bulun-Kul, a 4000 metri di quota, è stata registrata una temperatura di -63 °C, un record nazionale per il Tagikistan. Di conseguenza, è presente uno strato di permafrost nelle valli del fiume Murghab od Oksu e nella depressione del lago Karakul', dove può raggiungere uno spessore compreso tra 80 centimetri e un metro. In estate, l'escursione termica è talvolta superiore a 25 °C, con gelate notturne e temperature che di giorno superano raramente i 20 °C. La temperatura media di luglio è di 13,9 °C a 3640 metri di altitudine e di appena 8,2 °C intorno al lago Karakul' a 3960 metri. I record di escursione termica nell'arco di 24 ore raggiungono i 60 °C. Ad ovest, a 2160 metri di altitudine, la temperatura media è di -7,4 °C a gennaio e di 22,5 °C a luglio. Le temperature sono superiori a 5 °C per 223 giorni a Choruǧ e per soli 140 giorni a Murghob.
La parte occidentale del massiccio riceve generalmente da 90 a 260 millimetri di precipitazioni all'anno, con un picco in marzo e aprile e un minimo in estate, mentre questi valori sono compresi tra 60 e 120 millimetri nella parte orientale, con un massimo leggermente influenzato dal monsone in maggio e giugno e un minimo in agosto. Pertanto, tra luglio e settembre, il lago Kara-Kul riceve in media 4,8 millimetri di precipitazioni. Nella regione periferica del massiccio, Garm, lungo il corso medio del Vachš, a 1800 metri di altitudine a nord della catena di Pietro il Grande, riceve 700 millimetri di pioggia all'anno, mentre a circa 3000 metri di altitudine le precipitazioni possono raggiungere localmente i 1000 millimetri nell'ovest del Pamir. Queste si traducono sulle cime dei monti in importanti quantità di neve, tanto che la stazione meteorologica permanente del ghiacciaio Fedčenko, a 4169 metri di altitudine, registra frequentemente cumuli di neve spessi venticinque metri. Per questo motivo, e grazie ai numerosi giorni di nebbia o di nuvole basse che limitano la sublimazione della neve, il limite delle nevi eterne, situato ad esempio a 4800 metri di altitudine nelle zone pedemontane occidentali e a 5500 metri nella catena dell'Accademia delle Scienze, è il più elevato al mondo. Vladimir Ratzek riferisce di aver visto una valanga vaporizzarsi prima ancora di cadere a terra e, dopo una forte nevicata, un suolo diventare nuovamente asciutto per sublimazione in appena due ore in seguito alla ricomparsa del sole.

### Flora e fauna
Il massiccio, situato in Asia centrale, fa parte dell'ecozona paleartica e costituisce una distinta ecoregione, denominata «tundra e deserto d'altitudine del Pamir», appartenente al bioma delle praterie e boscaglie di montagna. Malgrado le condizioni climatiche estreme, il massiccio ospita una fauna variegata, mentre la flora è più povera.

#### Flora

Carta dei biomi del Pamir.

Le precipitazioni annue consentono lo sviluppo di prati, ma non di alberi. Una cintura forestale è presente quasi esclusivamente nella zona pedemontana occidentale del massiccio, sul versante ovest delle montagne, tra 1500 e 2800 metri di altitudine. Essa è costituita da aceri, noci, susini e meli selvatici, ginepri, rododendri e betulle; nessun pino o abete rosso è presente allo stato spontaneo. Lungo i fiumi, salici, alaterni, pioppi, betulle e biancospini formano dei boschetti (noti localmente come tugai). Il piano alpino si incontra tra 2700 e 3500 metri; esso, pur presentando alcuni arbusti sparsi, spesso sotto forma nana, specialmente ginepri della specie Juniperus pseudosabina che resistono bene all'altitudine, è dominato dai prati alpini. Vi si trovano Saponaria griffithiana, Arabis kokanika, Christolea pamirica, Didymophysa fedtschenkoana, Rosularia radicosa, Astragalus ophiocarpus, Braya scharnhorstii, Oxytropis bella, Astragalus alitschuri, Rhamnus minuta, Hackelia testimudi o Cousinia rava. Esso lascia il posto, fino a 4400 metri di altitudine, al piano alpino e alle sue erbe rase con prevalenza di festuche e specie del genere Stipa. Per sopravvivere al di sopra dei 3800 metri, le piante devono possedere delle capacità psicrofile. Oltre i 4500 metri si trova il piano nivale, con vegetazione nana scarsa o addirittura assente.
Nella parte orientale del massiccio, il paesaggio dominante è desertico e roccioso. Alle altitudini più basse si sviluppano delle specie alofile come la salicornia (Salicornia), Saussurea salsa e Polygonum sibiricum. Nelle rare vallate umide, le ciperacee, le scrofulariacee e le rosacee formano dei prati. Nelle steppe aperte intermedie, la flora è generalmente costituita da piante succulente e da piante a cuscino dei generi Acantholimon e Oxytropis; il tanaceto comune (Tanacetum vulgare) è anch'esso presente, proprio come l'assenzio (Artemisia absinthium), l'astragalo (Astragalus) e l'aglio (Allium). Alcune specie di iris e di fienarola crescono nelle steppe di erbe rase di altitudine. Le altre piante presenti in questa parte del massiccio sono di influenza tibetana: Krascheninnikovia ceratoides, Eurotia prostrata, Acantholimon diapensioides, Tanacetum gracile, T. xylorhizum, T. tibeticum, Carex pseudofoetida, Kobresia sp., Juncus thomsonii, Thylacospermum caespitosum, Christolea crassifolia, Oxytropis chiliophylla, Nepeta longibracteata, Dracocephalum heterophyllum e Pedicularis cheilanthifolia.
Alcuni laghi ospitano macrofite - Potamogeton, Chara, Ceratophyllum, Myriophyllum - e diatomee.

#### Fauna
Tra i mammiferi ricordiamo lo stambecco siberiano (Capra sibirica), noto localmente come yanghir, il lupo (Canis lupus), la volpe rossa (Vulpes vulpes), la lince (Lynx lynx), il gatto di Pallas (Otocolobus manul), la faina (Martes foina), la donnola di montagna (Mustela altaica), l'ermellino (M. erminea), la lepre di Tolai (Lepus tolai), l'orso isabellino (Ursus arctos isabellinus), il markhor (Capra falconeri), noto localmente come kiik, e il leopardo delle nevi (Panthera uncia) nella parte occidentale e la marmotta dalla coda lunga (Marmota caudata), la lepre lanosa (Lepus oiostolus), il pika orecchiuto (Ochotona macrotis), lo yak (Bos grunniens), l'argali di Marco Polo (Ovis ammon polii, sottospecie endemica del Pamir), noto localmente come ar-khar, nella parte orientale. Il leopardo delle nevi e l'argali di Marco Polo sono in pericolo di estinzione. Tra gli altri mammiferi carnivori presenti figurano lo sciacallo dorato (Canis aureus), il cuon (Cuon alpinus), la volpe delle steppe (Vulpes corsac), il gatto selvatico (Felis silvestris), la lontra europea (Lutra lutra), il tasso europeo (Meles meles), la puzzola delle steppe (M. eversmanii), la donnola (M. nivalis), la donnola siberiana (M. sibirica), la puzzola marmorizzata (Vormela peregusna) e l'orso dal collare (Ursus thibetanus). Il cinghiale (Sus scrofa), il cervo nobile (Cervus elaphus), il capriolo siberiano (Capreolus pygargus), la gazzella gozzuta (Gazella subgutturosa), il bharal (Pseudois nayaur) e il kiang (Equus kiang) completano la fauna dei grandi mammiferi. Gli insettivori sono rappresentati dal riccio dalle orecchie lunghe (Hemiechinus auritus), dal riccio di Brandt (Paraechinus hypomelas), dalla crocidura grigio-pallida (Crocidura pergrisea), dalla crocidura scura (C. pullata), dalla crocidura minore (C. suaveolens), dal mustiolo (Suncus etruscus), da una specie endemica di toporagno dai denti lunghi (Sorex buchariensis), dal toporagno nano (S. minutus) e dal toporagno dalla testa piatta (S. planiceps). Sono stati censiti anche numerosi roditori: la marmotta dell'Himalaya (Marmota himalayana), il citello relitto (Spermophilus relictus), il gerboa della Siberia (Allactaga sibirica), il salpingoto di Kozlov (Salpingotus kozlovi), il gerboa dai piedi rugosi (Dipus sagitta), l'arvicola di montagna argentata (Alticola argentatus), l'arvicola di Buchara (Blanfordimys bucharicus), il ratto-talpa dei monti Alaj (Ellobius alaicus), l'endemico ratto-talpa di Zaysan (E. tancrei), l'arvicola dalla testa stretta (Microtus gregalis), l'arvicola del Kirghizistan (M. kirgisorum), l'arvicola dei ginepri (Neodon juldaschi), il cricetulo migratorio (Cricetulus migratorius), il merione libico (Meriones libycus), il merione del Mezzogiorno (M. meridianus), il topo selvatico pigmeo (Apodemus uralensis), il topo selvatico dell'Himalaya (A. pallipes), la nesokia a coda corta (Nesokia indica), il ratto del Turkestan (Rattus pyctoris), il driomio (Dryomys nitedula) e l'istrice indiano (Hystrix indica). Ad essi si aggiungono altre tre specie di lagomorfi, vale a dire il pika di Royle (Ochotona roylei), il pika rosso (O. rutila) e la lepre del deserto (Lepus tibetanus). Infine, i pipistrelli sono un ordine ben rappresentato al quale appartengono il ferro di cavallo maggiore (Rhinolophus ferrumequinum), il ferro di cavallo minore (R. hipposideros), l'orecchione di Hemprich (Otonycteris hemprichii), il barbastello orientale (Barbastella leucomelas), il serotino di Turchia (Eptesicus bottae), il serotino comune (E. serotinus), il vespertilio del Nepal (Myotis nipalensis), il vespertilio minore meridionale (M. oxygnathus), il vespertilio minore (M. blythii), il vespertilio smarginato (M. emarginatus), il vespertilio fraterno (M. frater), il vespertilio mustacchino (M. mystacinus), la nottola comune (Nyctalus noctula), il pipistrello nano (Pipistrellus pipistrellus), il pipistrello di Savi (Hypsugo savii), l'orecchione comune (Plecotus auritus), l'orecchione meridionale (P. austriacus), il serotino bicolore (Vespertilio murinus), la murina di Hutton (Murina huttoni), il miniottero (Miniopterus schreibersii) e il molosso di Cestoni (Tadarida teniotis).

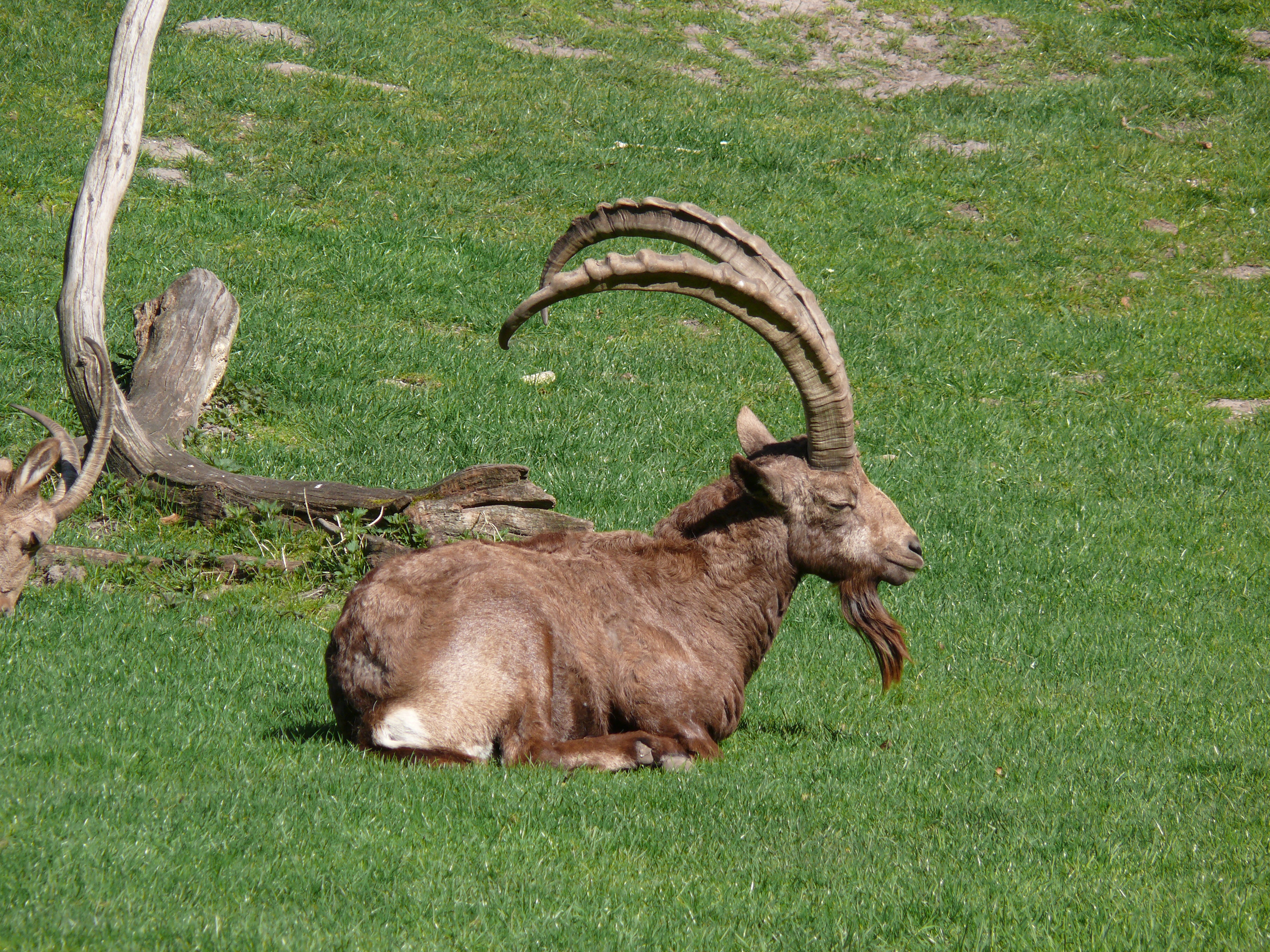
Stambecco siberiano
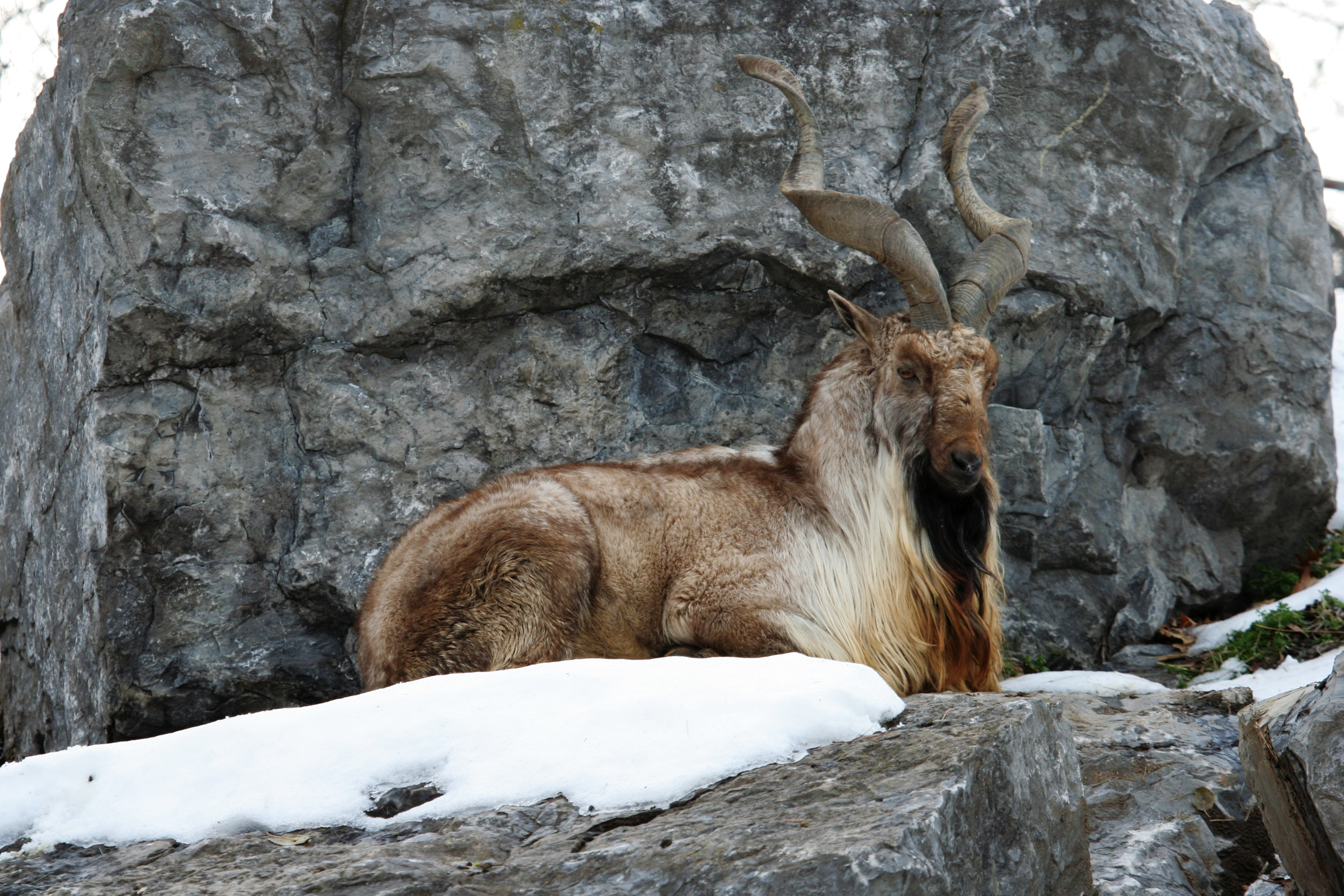
Markhor
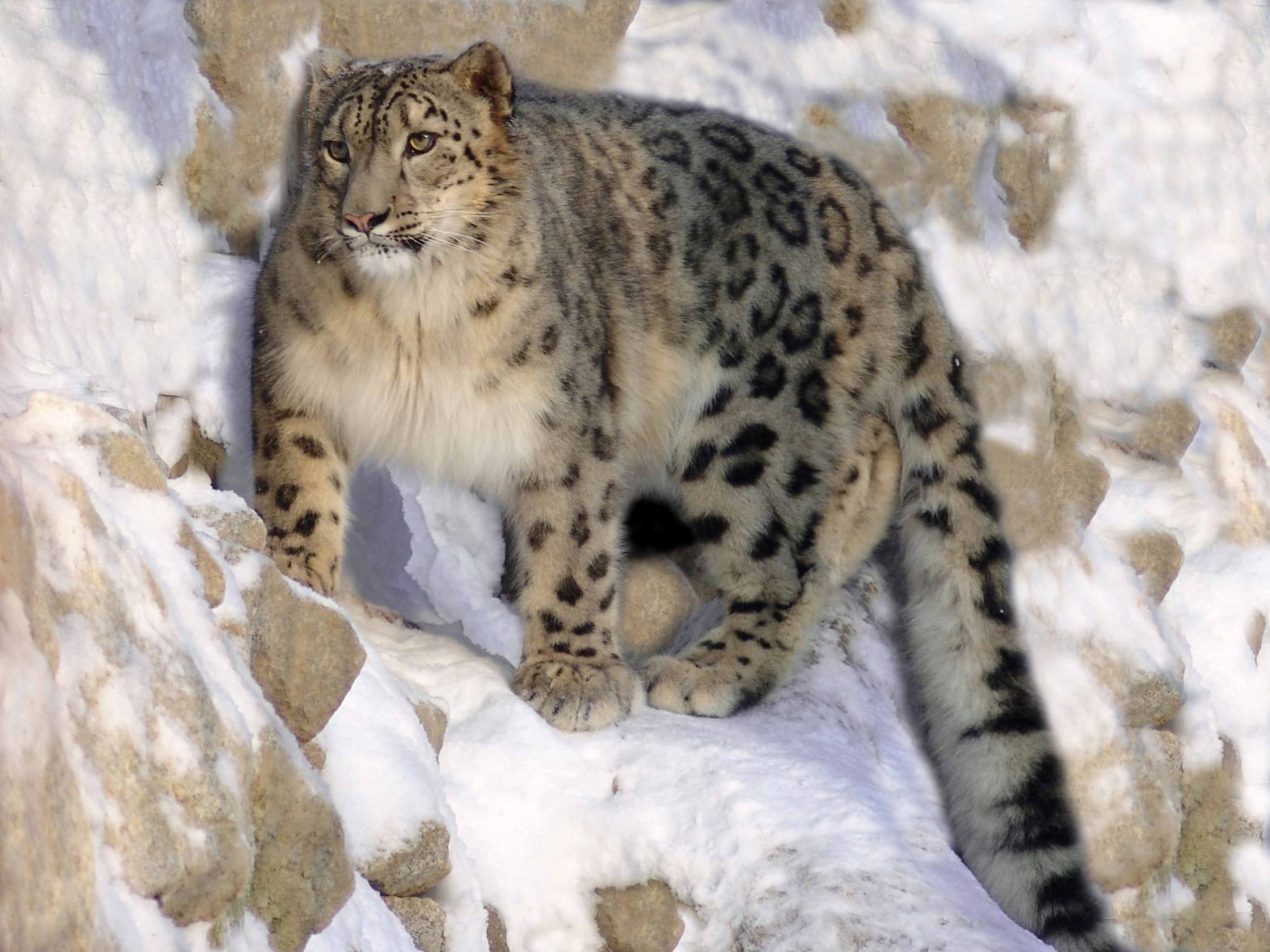
Leopardo delle nevi
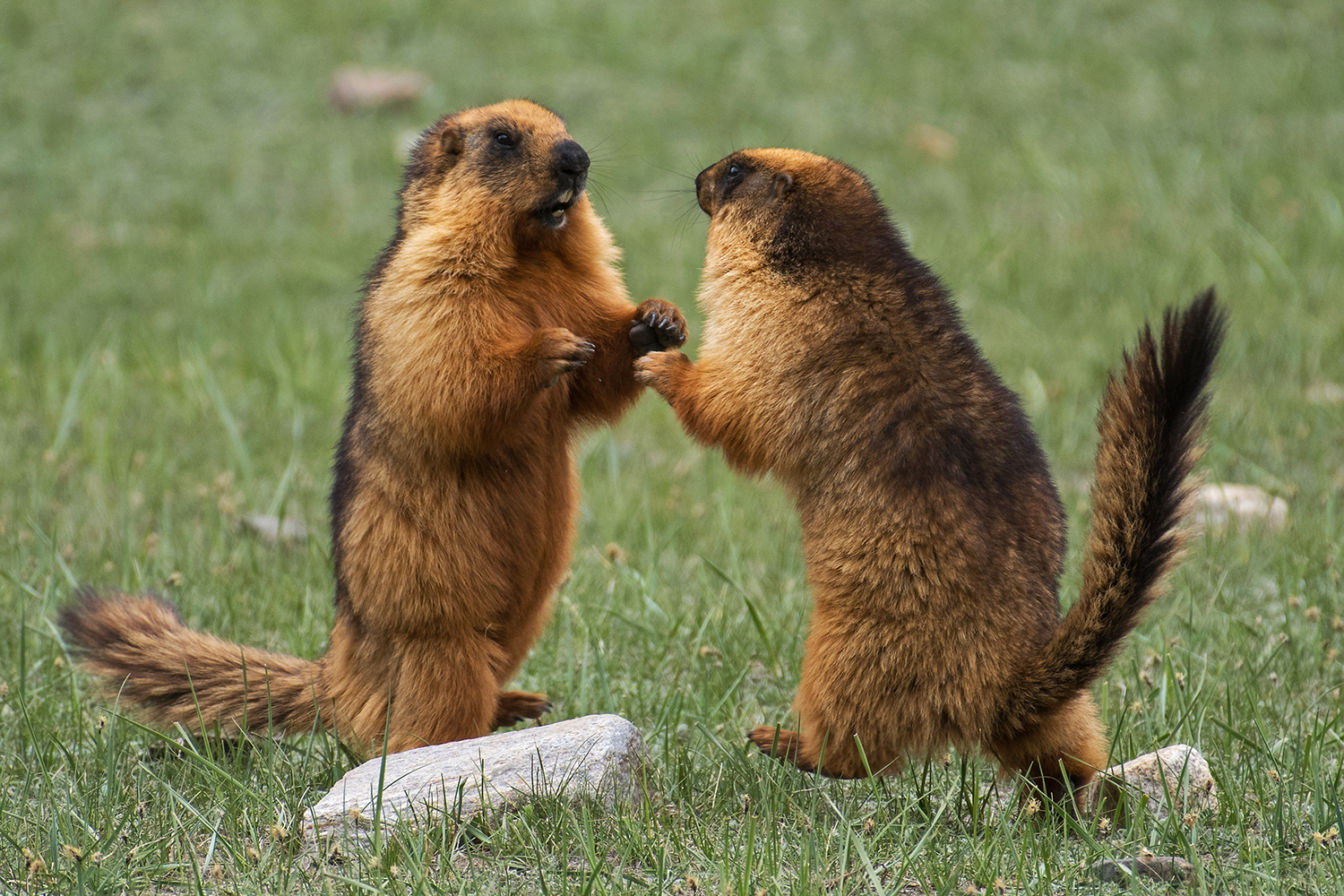
Marmotta dalla coda lunga
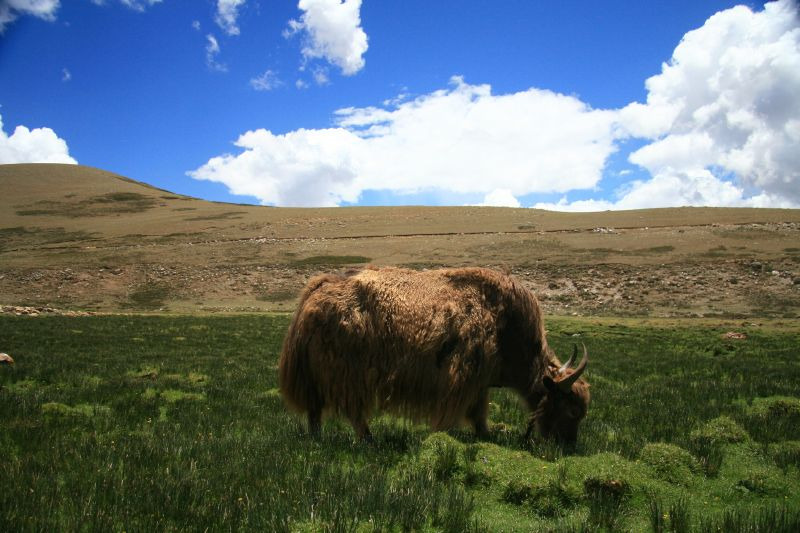
Yak
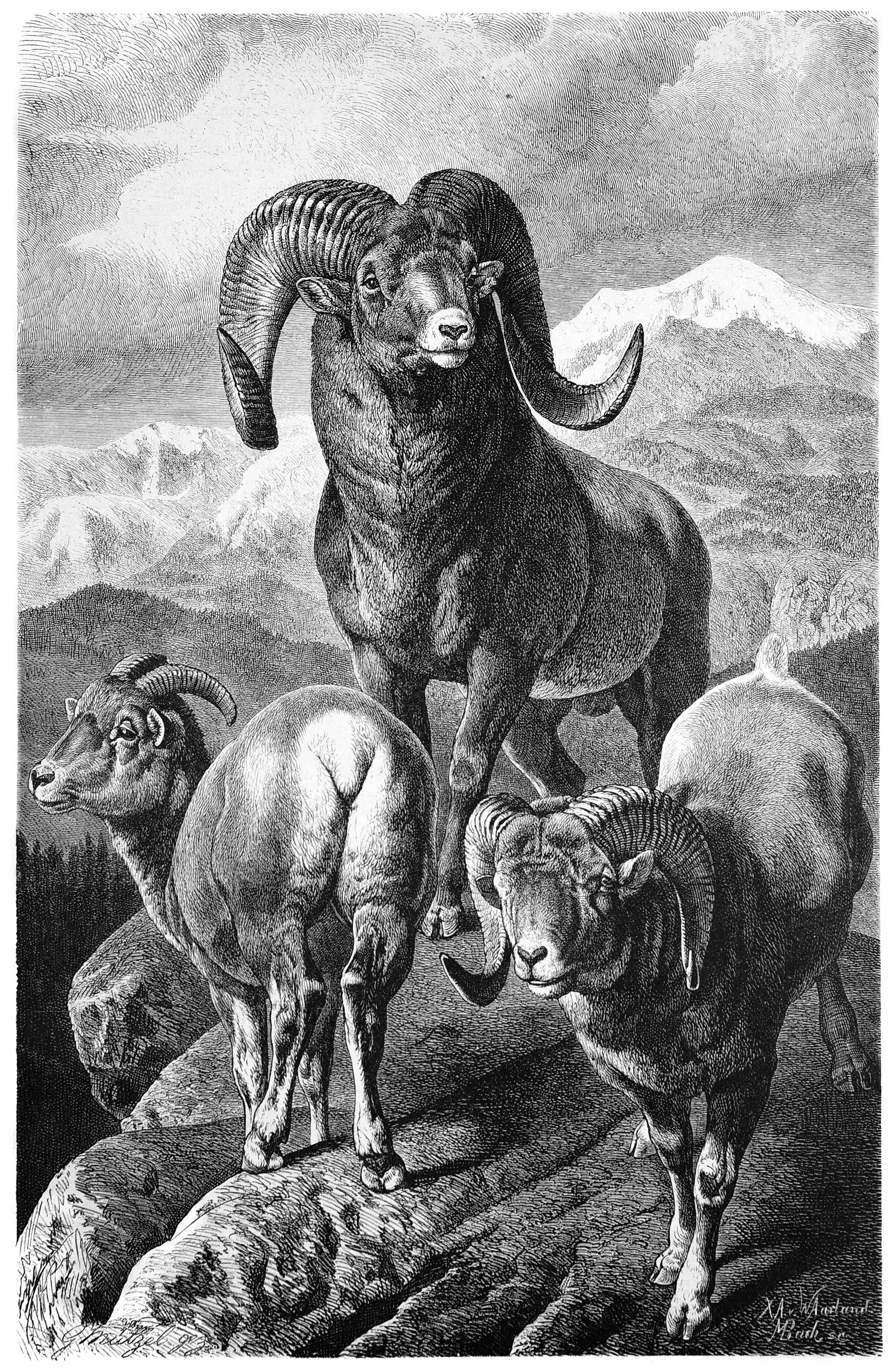
Argali di Marco Polo

Tra gli uccelli sono presenti, nella parte orientale del massiccio, la starna tibetana (Perdix hodgsoniae), il sirratte tibetano (Syrrhaptes tibetanus), il becco di ibis (Ibidorhyncha struthersii), il corvo imperiale (Corvus corax), l'allodola golagialla (Eremophila alpestris) e il grifone dell'Himalaya (Gyps himalayensis); lungo le sponde dei laghi a quasi 4000 metri di altitudine, nidificano anche il gabbiano testabruna (Chroicocephalus brunnicephalus) e l'oca indiana (Anser indicus), mentre il tetraogallo del Tibet (Tetraogallus tibetanus) preferisce i versanti rocciosi; la taccola (Coloeus monedula) e il fringuello alpino europeo (Montifringilla nivalis) sono stati segnalati fino a 6000 metri di altitudine. Nella parte occidentale sono presenti il rigogolo indiano (Oriolus kundoo), il tetraogallo dell'Himalaya (Tetraogallus himalayensis), la coturnice (Alectoris graeca), l'averla bruna (Lanius cristatus) e il pigliamosche del paradiso asiatico (Terpsiphone paradisi). Il WWF ha censito in tutto 220 specie di uccelli; tra le più vulnerabili o minacciate, figurano la moretta tabaccata (Aythya nyroca), l'aquila di mare di Pallas (Haliaeetus leucoryphus), l'avvoltoio monaco (Aegypius monachus), il sacro (Falco cherrug), la gallina prataiola (Tetrax tetrax), l'otarda (Otis tarda), la colombella orientale (Columba eversmanni), la ghiandaia marina europea (Coracias garrulus), il podoce di Biddulph (Podoces biddulphi) e la locustella beccolungo (Locustella major).

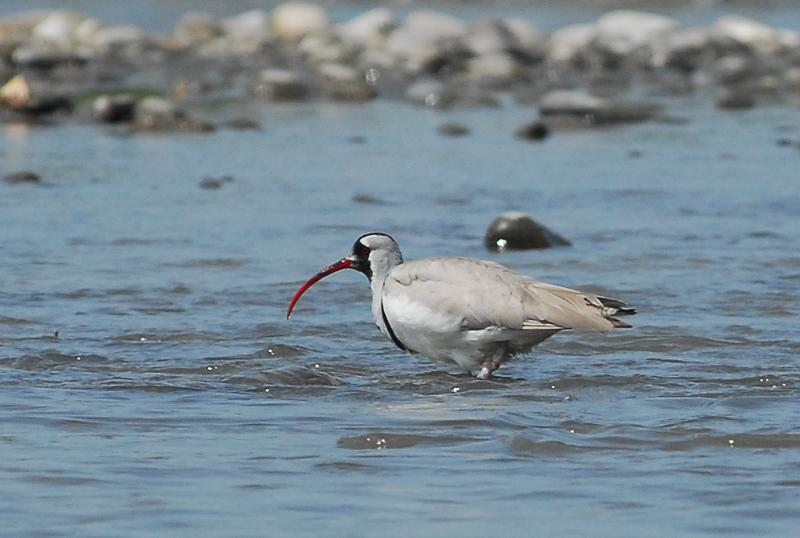
Becco di ibis
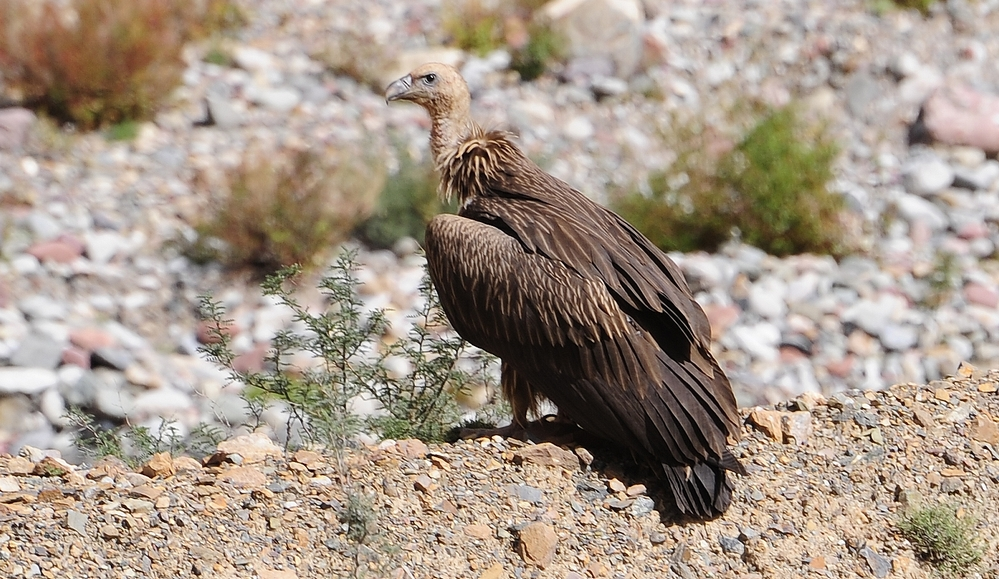
Grifone dell'Himalaya
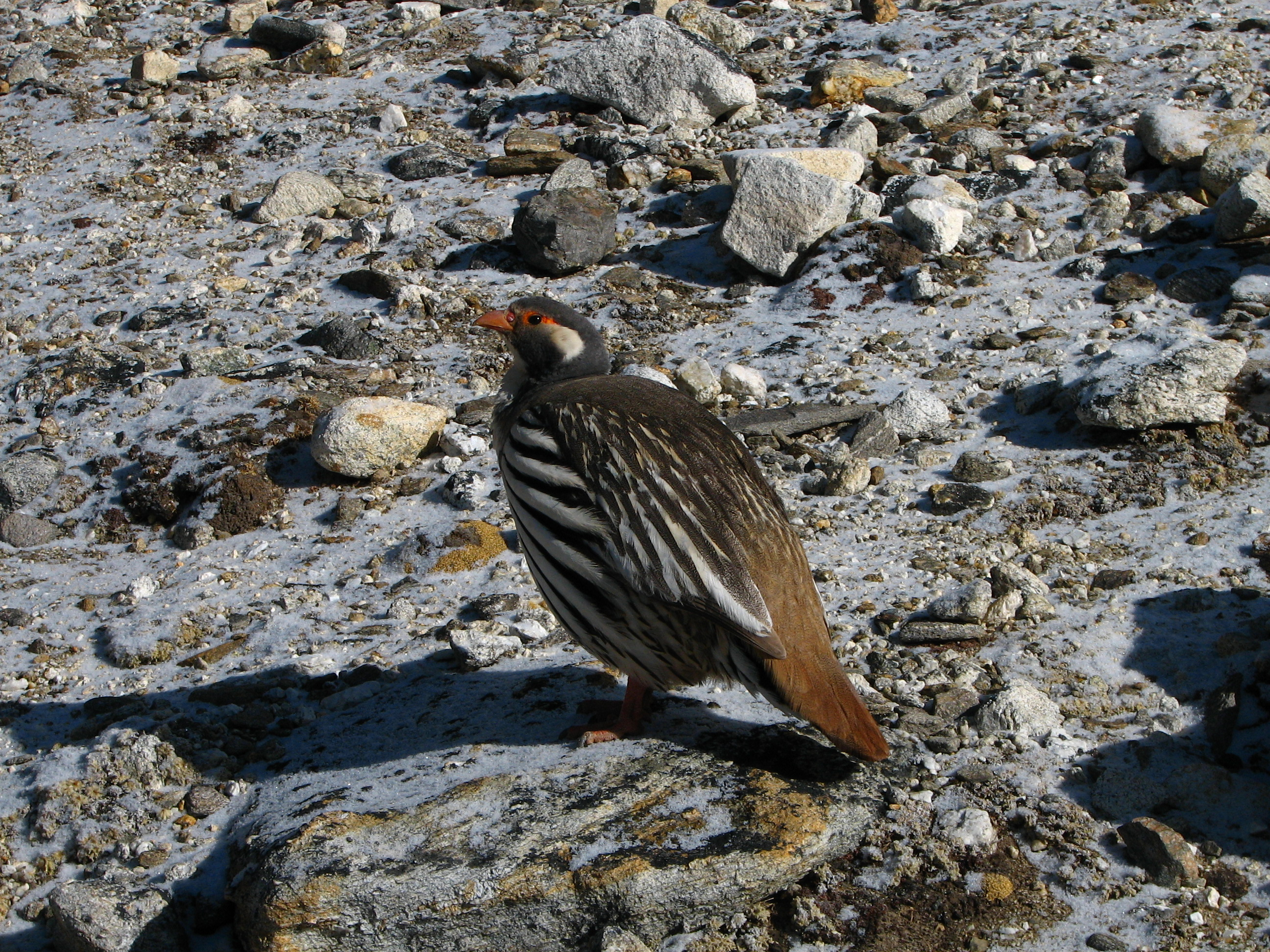
Tetraogallo del Tibet
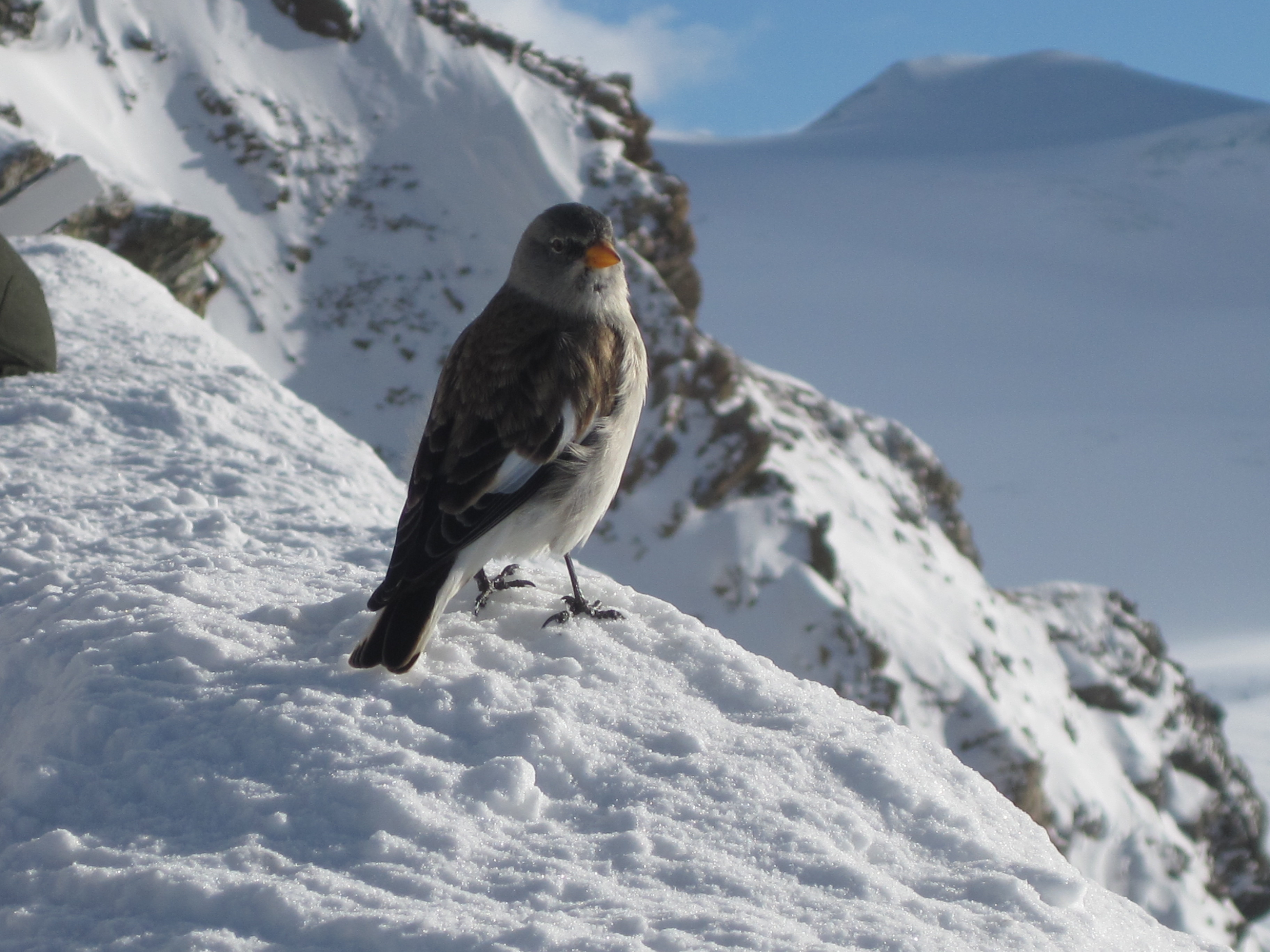
Fringuello alpino europeo
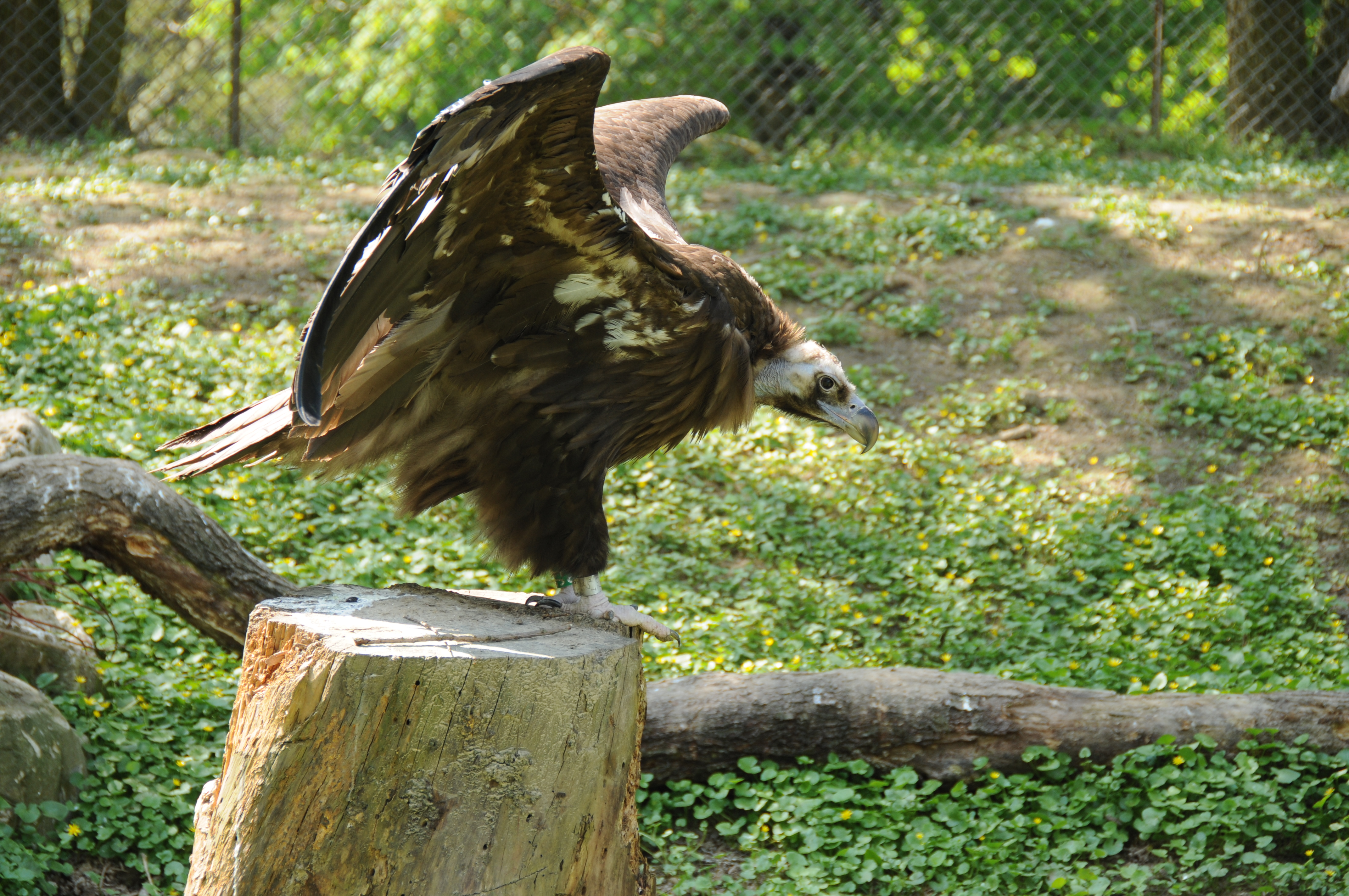
Avvoltoio monaco
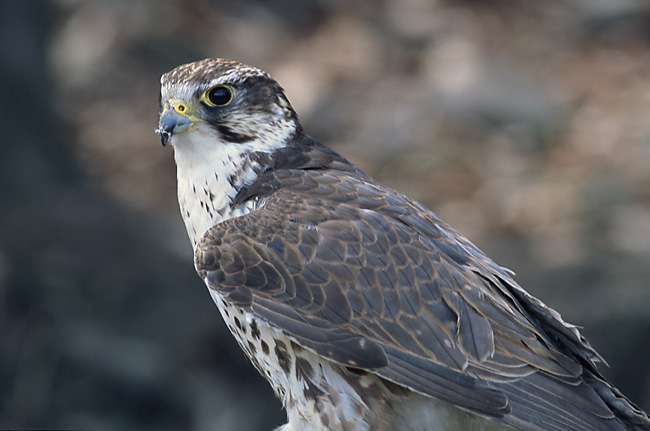
Sacro

Sono state identificate numerose specie di rettili, tutte appartenenti all'ordine degli squamati, vale a dire Paralaudakia himalayana, Hemorrhois ravergieri, Elaphe dione, Natrix tessellata o colubro tassellato, Naja oxiana, Eremias nikolskii, Ablepharus deserti, Asymblepharus alaicus, A. ladacensis, Gloydius intermedius, G. halys o ancora Macrovipera lebetina.
Negli ambienti umidi si incontrano alcuni anfibi, rappresentati da Bufotes oblongus, B. viridis, meglio conosciuto con il nome comune di rospo smeraldino, e Hynobius turkestanicus. Le sole specie di pesci, presenti nei fiumi della parte occidentale del massiccio e nei laghi, sono Triplophysa stolickai, T. lacusnigri, endemica del lago Karakul', Schizothorax curvifrons, Schizopygopsis stoliczkai e le specie alloctone Coregonus peled e Carassius gibelio, introdotte nel 1967. Quest'ultimo si nutre in particolare di molluschi e crostacei, nonché delle larve dei chironomidi che popolano gli specchi d'acqua. I cladoceri rappresentano lo zooplancton.
Delle farfalle non identificate sono state avvistate al di sopra dei 5700 metri di altitudine sul ghiacciaio Vitkovsky, tributario del ghiacciaio Fedčenko. D'altro canto, la presenza di Parnassius autocrator, P. charltonius, P. staudingeri, P. kiritshenkoi, P. simo, P. simonius, P. jacquemontii, P. actius, C. wiskotti, C. marcopolo, C. eogene, C. cocandica, Sphingidae sp., Satyrinae sp., Nymphalidae sp., Lycaenidae sp. ed Hesperiidae sp. è stata attestata nelle parti settentrionale e orientale del massiccio. Aphodius nigrivittis è una specie di scarabeo stercorario presente nelle deiezioni degli yak. Tra gli altri coleotteri si trovano Bembidion pamirium, B. pamiricola. Conophyma reinigi è una specie di grillo endemica degli altopiani desertici; Conophyma birulai, Sphingonotus caerulans, Sphingonotus rubescens, Sphingonotus mecheriae e Sphingonotus pamiricus sono altre specie di ortotteri presenti nel Pamir. Anechura fedtshenkoi e Anechura bipunctata sono due specie di dermatteri. Odontoscelis fuliginosa, Carpocoris fuscispinus, Mimula maureri, Mimula nigrita, Corizus limbatus, Spilostethus rubriceps, Gonionotus marginepunctatus, Geocoris arenarius, Microplax interrupta, Emblethis verbasci, Stenodema turanicum, Chiloxanthus poloi, Saldula orthochila rappresentano gli eterotteri. Infine, vivono qui una grande quantità di imenotteri e di ditteri. La superficie dei ghiacciai ospita anche dei ragni neri la cui specie non è stata ancora descritta.

### Popolazione

Carta delle etnie della regione del Pamir.

Il nord del Pamir, così come il Tien Shan, è popolato dai Kirghisi, un gruppo etnico di lingua turca, nonché, nella parte sud-occidentale del massiccio, da alcuni gruppi di nomadi. Questi ultimi si distinguono dai Kirghisi di pianura denominandosi Burut, Kara-Kirghiz o Dikokamenni Kirghiz. I membri di queste tribù sono allevatori di yak, pecore e capre.
I Tagiki, che parlano una lingua molto prossima al persiano, occupano prevalentemente i piccoli villaggi sparsi chiamati kishlak delle vallate della parte occidentale del Pamir, mentre i Russi sono presenti solamente nell'agglomerato di Choruǧ, che sorge a 2200 metri di altitudine nella valle del Pjandž, che costituisce, fino a Rushon, la regione più densamente abitata del massiccio. Questi Tagiki di montagna hanno generalmente la pelle chiara e dichiarano di discendere dagli antichi guerrieri del Regno greco-battriano. Anche se la maggior parte dei Tagiki è musulmana sunnita, gli abitanti del Pamir sono essenzialmente sciiti ismailiti di credo nizarita che riconoscono come imam l'Aga Khan. Sulle montagne sopravvivono tuttora comunità isolate di zoroastriani. I Tagiki del Pamir si suddividono in sei gruppi distinti ma simili dal punto di vista culturale: gli Shugnani, i Rushani, i Bartangi, gli Yazgoul, gli Ishkashimi e i Wakhi. Ogni vallata possiede il suo proprio dialetto: gli Shugnani, i Rushani e i Bartangi, ai quali si aggiungono anche i Sarikoli dello xian autonomo tagico di Taxkorgan, sono gli unici a parlare dei dialetti tra loro comprensibili. Lo shugnani è pertanto utilizzato come lingua franca, nonostante siano stati effettuati, senza successo, dei tentativi di normalizzazione sulla base dell'alfabeto latino tra gli anni '20 e '30. Da quando queste lingue sono state ufficialmente riconosciute, nel 1989, è in corso un'opera di trascrizione in alfabeto cirillico. Nel frattempo, il tagico standard delle pianure è quindi impiegato come lingua letteraria. Intorno alla metà del XX secolo, furono censite circa 40.000 persone che parlavano una lingua del Pamir, una cifra che salì a quasi 100.000 all'inizio degli anni '90. Escluso lo shugnani, la situazione dei dialetti del Pamir, alcuni dei quali parlati da appena 1000 persone, è considerata vulnerabile. Inoltre la parte occidentale del massiccio, soprattutto il rajon di Darvoz, è abitata anche dai Tagiki di montagna, culturalmente simili a quelli del Pamir ma simili, per religione e lingua, a quelli di pianura.

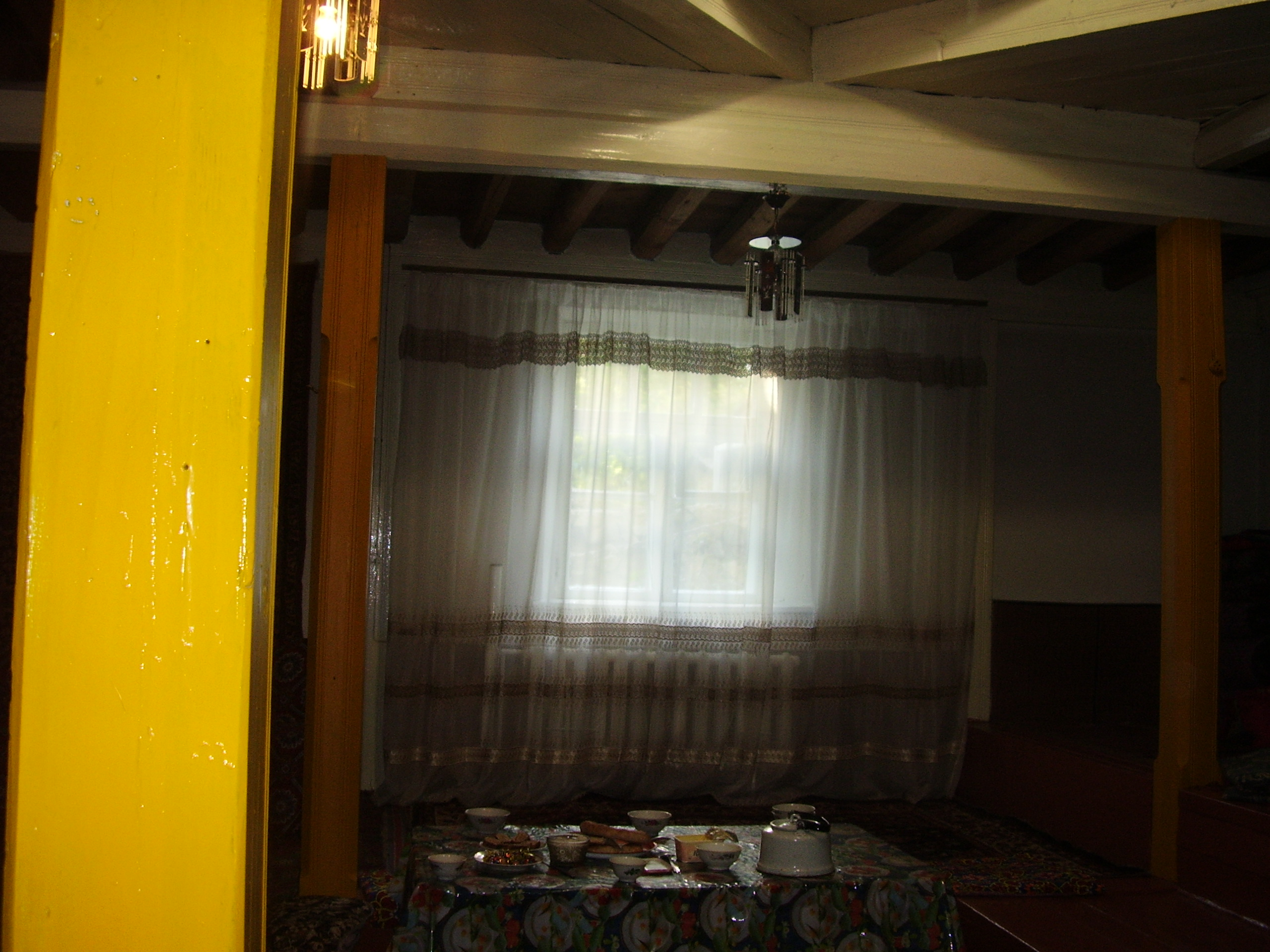
L'interno di una abitazione tradizionale del Pamir.

Il pioppo viene utilizzato sia nelle costruzioni che come legna da ardere. La tipica abitazione del Pamir, chiamata localmente chid, è un perno fondamentale della cultura del popolo di questa regione. Essa comprende degli elementi indo-ariani, soprattutto zoroastriani. La sua architettura si basa su un simbolismo vecchio di 2500 anni. Le pareti sono fatte di pietra e malta; il tetto è piano e può essere usato per mettere a seccare la legna e le derrate alimentari. L'interno è suddiviso in due stanze, una piccola per mangiare in estate e riposarsi e dalla quale si accede ad una seconda, più grande, disposta su tre livelli corrispondenti ai tre regni della natura (minerale, vegetale, animale) e ai tre livelli di pensiero (inanimato, vegetativo e cognitivo). Essa è sorretta da cinque pilastri di legno corrispondenti ai cinque pilastri dell'islam e ai cinque membri della famiglia di ʿAlī, collegati per sincretismo a cinque dei e dee zoroastriani. Due travi che collegano due paia di pilastri simboleggiano i mondi materiale e spirituale. Sono presenti anche numerosi altri gruppi di travi, tra cui sei attorno al focolare che rappresentano i sei profeti dell'islam o le sei direzioni dell'universo zoroastriano, e altri sette che indicano i primi sette imam o i sette principali astri conosciuti (il Sole, la Luna, Mercurio, Venere, Marte, Giove, Saturno) o anche i sette Ameša Spenta. Sul soffitto, un oculo costituito da quattro quadrati di legno concentrici sovrapposti lascia entrare la luce del giorno e simboleggia i quattro elementi. La colorazione dell'interno combina il rosso e il bianco, rispettivamente fonti di vita e di benessere.
L'artigianato, in particolare la tessitura, svolge un ruolo importante nella cultura locale, così come la danza e la musica tradizionali, suonate con tanbur, rubab, setor e daf. Il buzkashi viene ancora praticato nel distretto di Murghob. I Wakhi, che si chiamano tra loro xik, praticano la coltivazione dei cereali e vivono tra 2200 e 3500 metri di altitudine.

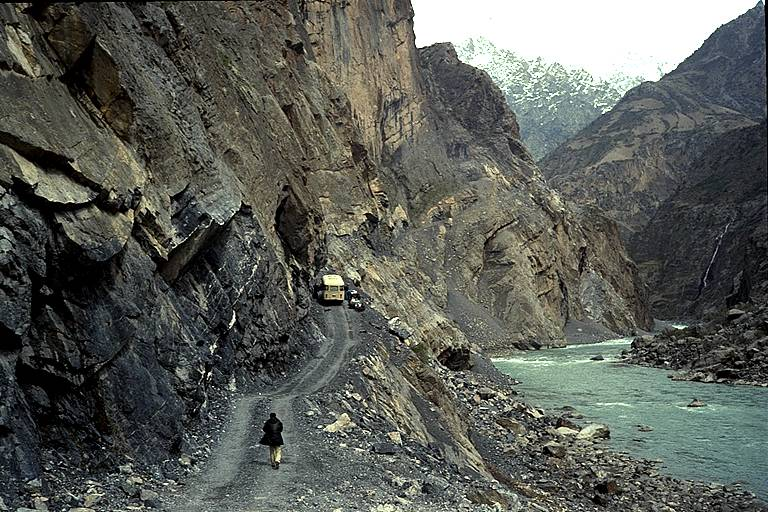
La strada M41 tra le gole del Pjandž.

Il Pamir è attraversato da molte delle strade carrozzabili più elevate del mondo. Tra queste figura la strada del Karakorum, tra la provincia di Khyber Pakhtunkhwa in Pakistan e la Cina, che culmina nel passo di Khunjerab a 4693 metri di altitudine. La seconda è la strada M41, una cui sezione è soprannominata Pamir Highway (Pamirskii Trakt o «strada del Pamir») o anche «strada della droga», nonostante nel 1998 sia stata aperta anche agli stranieri e i controlli siano divenuti più frequenti. Questa sezione collega Dušanbe in Tagikistan a Oš in Kirghizistan e attraversa la regione autonoma del Gorno-Badakhshan culminando nel passo Akbaital a 4655 metri di altitudine. Quest'ultima costituisce il principale itinerario di approvvigionamento della regione. Essa alterna tra Murghob e Choruǧ tratti asfaltati in pessimo stato e piste in condizioni relativamente buone. A partire da questa, l'accesso al nord discendendo il corso del Pjandž e a sud lasciando la M41 verso Ishkashim avviene attraverso una stretta strada rinforzata. Le vallate dello Yazgulyam, del Vanj e dello Šachdara sono accessibili solamente attraverso strade in pessimo stato. Il passo Kulma a 4362 metri di altitudine, sui monti Sarykol lungo il confine tra la Cina e il Tagikistan, è stato riaperto nel maggio 2004 e consente di collegare la strada del Karakorum alla M41 la seconda metà di ogni mese da maggio a novembre.

## Storia

### Popolamento e apertura al mondo

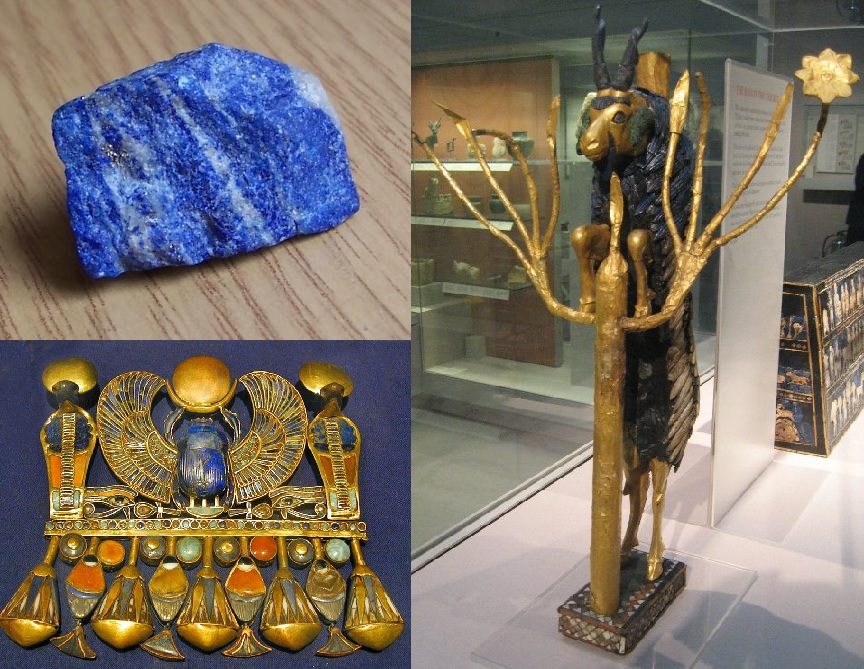
Un pezzo di lapislazzuli dell'Afghanistan e monili dell'Egitto e della Mesopotamia.

Quasi cinquanta siti risalenti all'età della pietra sono stati scoperti nella parte orientale del massiccio. Inoltre, in tutto il Pamir sono stati censiti più di 10.000 petroglifi e pittogrammi, alcuni dei quali risalenti al Paleolitico superiore, raffiguranti essenzialmente simboli, poemi religiosi e animali. Tracce di carbone di legna indicanti la presenza di un focolare sono state datate scientificamente a 9500 anni fa. Alcune rappresentazioni parietali del Neolitico, riconosciute come le più elevate al mondo, sono state scoperte in una grotta a sud di Murghob, a 4000 metri di altitudine. D'altro canto, diversamente che nel Tien Shan, non è stata rinvenuta alcuna ceramica risalente a questo periodo. Nella valle dell'Aksu sono stati portati alla luce dei kurgan che sono stati attribuiti ai Saci, ma la cui datazione rimane tuttora oggetto di discussione. Infine, sono stati rinvenuti resti archeologici di tombe coperte da tronchi di legno negli altopiani della parte orientale del massiccio.
Frammenti di lapislazzuli proveniente dal Pamir erano presenti presso i Sumeri in Mesopotamia e ad Harappa nel III millennio a.C., mentre più tardi, nel I millennio a.C., le carovane ne trasportavano blocchi destinati ai faraoni egiziani. Successivamente, per quasi 2000 anni, questa pietra preziosa figurava tra le merci trasportate lungo la via della seta, oggi costellata dalle rovine di fortezze un tempo imponenti, ma i tratti di questa rotta commerciale che attraversavano il Pamir non erano che dei sentieri secondari e vertiginosi. La dinastia Han riuscì a mettere in collegamento l'Amu Darya con il Syr Darya attraverso il massiccio e dei monaci buddisti cinesi - Fǎxiǎn verso il 400 e Xuánzàng nella prima metà del VII secolo - attraversarono il Pamir durante i loro viaggi in direzione dell'India. Nonostante le sue alte montagne e la sua aridità, il massiccio era quindi considerato una zona di passaggio relativamente facile rispetto agli altri gruppi montuosi circostanti.
Né i re greco-battriani tra il III e il II secolo a.C., né i sovrani delle dinastie Han e Tang, come neppure gli islamici nella loro espansione sotto la dinastia degli Omayyadi tra il VII e l'VIII secolo, i Tibetani nell'VIII secolo o i Mongoli al comando di Gengis Khan agli inizi del XIII secolo riuscirono a insediarsi stabilmente nel Pamir. Solamente i discendenti dell'impero achemenide persiano, i Tagiki della Battriana e della Sogdiana, il cui nome significa «popolo sedentarizzato», hanno popolato la regione a partire dal II secolo, pur subendo diverse influenze successive.
Le prime testimonianze dirette sulla storia della regione sono opera dell'esploratore veneziano Marco Polo, che attraversò queste montagne nel 1273-1274 in occasione del suo viaggio verso il Catai, nome con cui era nota all'epoca la Cina, passando probabilmente per la valle del Wakhan Darya e Kashgar, proprio come aveva fatto prima di lui Xuánzàng. Ne dette una descrizione scritta sommaria, ma unica per l'epoca, raccontando la difficoltà dei valichi da attraversare, i paesaggi e la geologia, il clima, la fauna, le produzioni agricole, le popolazioni, le loro tradizioni e la loro religione. Riferì anche dell'esistenza di depositi di rubini. Egli scrisse:
(Marco Polo)
In seguito alla caduta dell'Impero timuride, le rotte carovaniere divennero pericolose e nessun europeo fece ritorno nella regione prima di Bento de Góis nel 1603, le cui testimonianze non aggiunsero nulla di nuovo alla conoscenza della regione.
I Kirghisi si abbatterono sul nord del massiccio intorno al XVI secolo, cosa che non riuscirono a fare i Moghul provenienti da sud. Anche quando nel XVIII e XIX secolo gli emiri di Bukhara e dell'Afghanistan assunsero il controllo di una parte del Pamir, si trattava per lo più di una sorta di dipendenza nei confronti dei signori locali, ai quali venivano versati dei tributi.

### Esplorazione e occupazione occidentale

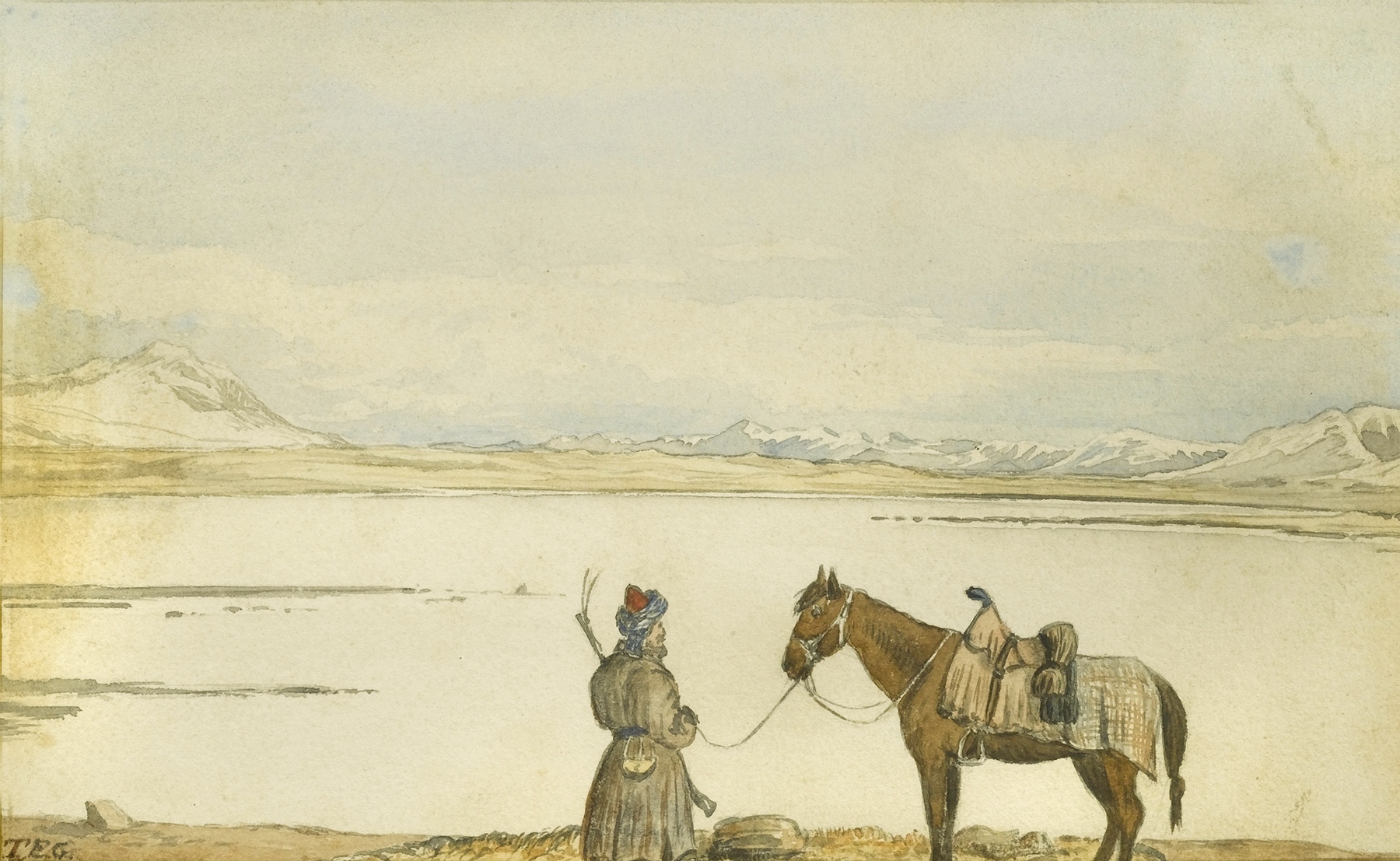
Dipinto dell'ufficiale britannico Thomas Edward Gordon raffigurante la sua probabile guida wakhi e il lago Zorkul' nel 1874.

Nel 1838, il tenente John Wood della British Indian Navy venne inviato alla ricerca delle sorgenti dell'Oxus. Risalì il Pjandž, quindi il suo affluente Pamir fino al lago Zorkul', ribattezzato in un primo momento lago Wood poi lago Victoria fino al 1895. Nel 1841, redasse un rapporto intitolato Viaggio alle sorgenti dell'Oxus che gli valse una medaglia della Royal Geographical Society. Tuttavia, a parte la descrizione di qualche nuova scoperta geografica, il rapporto era di scarso interesse dal punto di vista della conoscenza delle popolazioni del massiccio. Tenuto conto della difficoltà di studiare il massiccio, Thomas George Montgomerie ebbe l'idea, nel 1863, di formare e utilizzare i servizi di autoctoni allo scopo di cartografare la regione nel corso del Great Trigonometrical Survey. Il greco Panagiotis Potagos attraversò il massiccio nel 1870. Una seconda missione britannica, partita nel 1874 da Kashgar, studiò soprattutto i monti del Sarykol, nelle vicinanze di Taxkorgan. Negli anni 1880-1890, la conoscenza della regione si accrebbe ancora, grazie soprattutto ai lavori condotti indipendentemente da Francis Younghusband e George Curzon, che però furono allontanati regolarmente dai Russi. Partito da Oš, l'esploratore francese Gabriel Bonvalot, accompagnato dal pittore Albert Pépin che realizzò numerosi schizzi e dal naturalista lussemburghese Guillaume Capus, nonché dal russo Bronislav L. Grombtchevsky che lo distaccò, attraversò l'intero massiccio dai monti Alaj all'Hindu Kush nel 1887. Il suo connazionale Henri Dauvergne lo seguì l'anno successivo, raggiungendo a sua volta le sorgenti del Pjandž. I Danesi, considerati neutrali dai Russi, furono autorizzati ad effettuare due spedizioni guidate da Ole Olufsen tra il 1896 e il 1899. Le conoscenze che raccolsero furono tra le più importanti riguardanti le scienze naturali, umane e sociali.

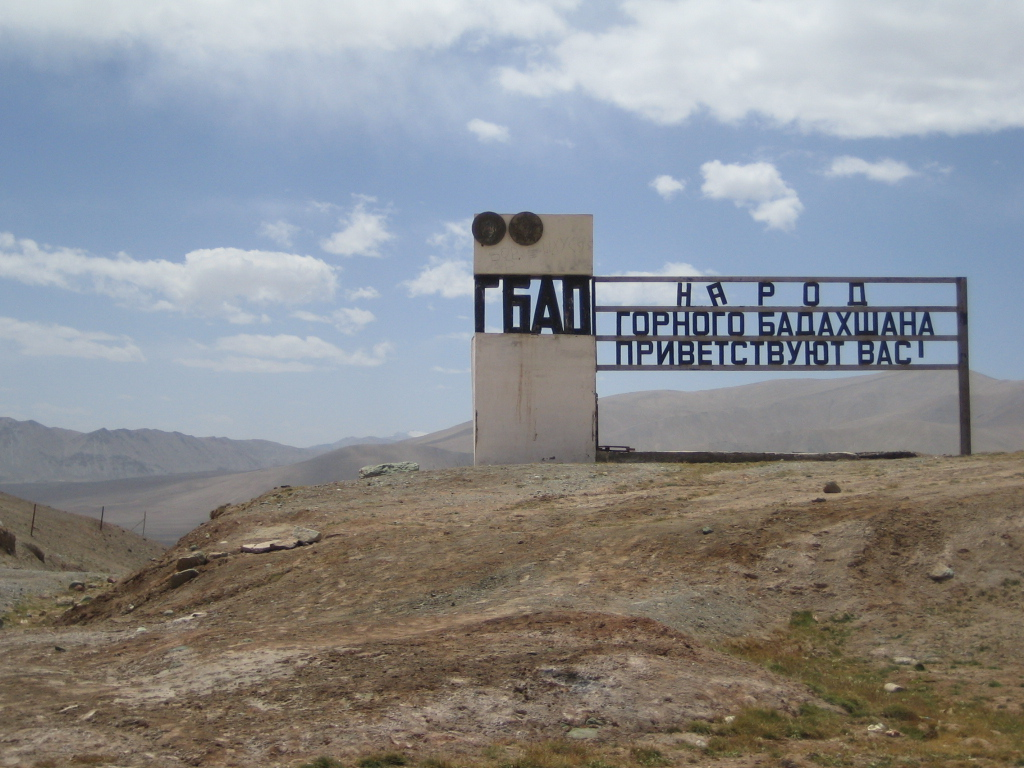
Il monumento presso il confine tra Kirghizistan e Tagikistan sulla strada M41 dà il benvenuto ai viaggiatori sulle montagne del Pamir; la scritta in russo indica che «gli abitanti del Gorno-Badakhshan vi accolgono».

Fino alla fine del XIX secolo, il massiccio, apparentemente povero di risorse naturali e fino ad allora di scarso interesse geostrategico, rimase un territorio poco ambito. Fu solo verso il 1870 che il Pamir e il Karakoram si trasformarono in una zona di tensione tra l'India britannica e l'Impero russo in piena espansione nel corso di quello che è stato soprannominato il «Grande Gioco». I Russi inviarono delle missioni di ricognizione nelle parti settentrionale e centrale del massiccio, mentre le popolazioni della parte meridionale vennero soggiogate dalle autorità britanniche. Queste ultime cercarono di persuadere la dinastia Qing ad estendere il suo territorio verso ovest, con lo scopo di farlo confinare con l'Afghanistan, ma i Russi li precedettero e riuscirono ad occupare il massiccio. I confini vennero fissati nel 1895 a livello del Corridoio del Wakhan, come ipotizzato già nel 1873. L'Impero russo annetté i possedimenti dell'emirato di Bukhara sul massiccio nel 1904.
Le prime due spedizioni a carattere puramente scientifico del XX secolo furono condotte da Willi Rickmer Rickmers. La prima di queste, austro-tedesca, venne effettuata nel 1913 e venne inviata nella regione su richiesta dei club alpini dei due paesi. In questa occasione, Rickmers catturò, senza saperlo, la prima fotografia del punto culminante del Pamir, il picco Ismail Samani. Nella seconda spedizione, stavolta tedesco-sovietica, Rickmers, accompagnato da Nikolai Petrovich Gorbunov, si diresse direttamente verso il cuore del massiccio nel 1928. Durante la missione, Karl Wien, Eugene Allwein ed Erwin Schneider ne approfittarono per effettuare la prima ascensione del picco Lenin, affrontandone la parete sud.
Nonostante la rivoluzione d'ottobre del 1917 e la rinegoziazione di trattati e alleanze, il Pamir ripiombò progressivamente nell'oblio. Questo isolamento venne rafforzato nel 1929, quando la Repubblica socialista sovietica del Tagikistan entrò a far parte dell'URSS e gli abitanti delle montagne furono chiamati a coltivare i campi di cotone a sud-ovest del Pamir. Dopo la costruzione della strada M41 nel 1931 destinata ad aprire il massiccio al mondo esterno, altre missioni sovietiche si succedettero nel corso del decennio successivo. Poco prima della seconda guerra mondiale, furono costruiti i primi villaggi permanenti della parte orientale del massiccio, a parte Murghob, all'epoca conosciuta come Pamirsky Post, che era già stata fondata nel 1893. L'apertura delle scuole e l'istituzione dei kolchoz favorirono sempre più questa sedentarizzazione.
Dopo la guerra, Vladimir Ratzek venne incaricato di cartografare il Pamir, che rimaneva ancora in gran parte inesplorato. A capo di numerose spedizioni militari, colse l'occasione per scalare le vette più alte del massiccio, in particolare le tre oltre i 7000 metri di altitudine. Negli anni '50 fecero la loro comparsa gli elicotteri, che facilitarono lo sviluppo dell'alpinismo. Nel 1962, Anatoly Ovtchinnikov e John Hunt guidarono la spedizione britannico-sovietica sul picco Garmo, durante la quale Wilfrid Noyce, che aveva partecipato alla prima spedizione sull'Everest del 1953 con Hunt, e Robin Smith caddero fatalmente nel corso della discesa. I ramponi dei britannici non erano adatti alla neve soffice e instabile del Pamir. I due scivolarono su uno strato di neve soffice e caddero giù da una falesia di 800 metri. I connazionali decisero di seppellirli sul luogo dell'incidente. Nel 1969, per il centenario della nascita di Lenin, sul picco Lenin venne organizzato il congresso internazionale dell'alpinismo. Membri di tredici paesi furono invitati ad unirsi ai sovietici per partecipare ad una spedizione di massa, ma molti avevano poca esperienza. In poco tempo, gli scalatori si disorganizzarono e gli abbandoni e gli incidenti, di cui uno mortale, si succedettero; nonostante tutto, su un centinaio di partecipanti, 86 scalatori, tra cui 30 stranieri, raggiunsero la cima. Nel 1974, una cordata costituita da otto alpiniste rimase uccisa durante una tempesta quando si trovava ormai in prossimità della cima. Nel 1990, una valanga provocata da un terremoto investì il campo II, uccidendo 43 alpinisti europei e russi. Solo uno riuscì a salvarsi: fu l'incidente più mortale nella storia dell'alpinismo.
Fu solo con la perestrojka, alla fine degli anni '80, che gli abitanti del Pamir poterono tornare nella loro regione, ricostruendo i loro villaggi in rovina e rimettendo a coltura i 4000 ettari di terre lasciate incolte su un totale di 16.000 ettari di terre arabili. La guerra in Afghanistan (1979-1989), durante la quale il massiccio funse da retroguardia secondaria ai combattenti, ma soprattutto la guerra civile tagica (1992-1996), che vide gli abitanti del Pamir rivendicare una parte di autonomia rispetto al potere centrale comunista, trasformarono nuovamente il Pamir in una zona di tensione e i pochi accessi stradali furono distrutti. Nel frattempo, tuttavia, furono avviati dei progetti di studio, in particolare dall'Università delle Nazioni Unite in accordo con le Accademie delle scienze, per sostenere lo sviluppo dell'area, e vennero fatte proposte per proteggere il patrimonio naturale e promuovere l'ecoturismo.

## Attività
La popolazione del Pamir si guadagna da vivere con un'economia di sussistenza basata sull'allevamento e su un'agricoltura di tipo tradizionale, nonché su attività illegali come il traffico di droga o il bracconaggio. Il turismo stenta a svilupparsi e l'ambiente è rimasto relativamente incontaminato grazie all'isolamento del massiccio e alla creazione di varie aree protette.

### Economia

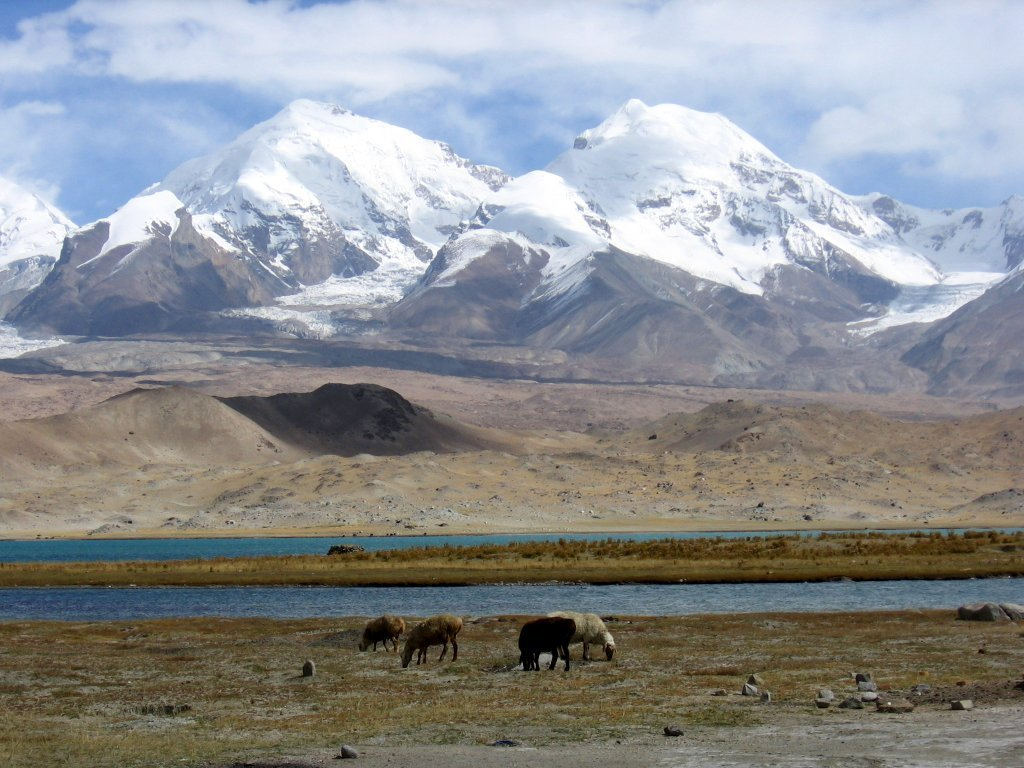
Pecore al pascolo sul versante cinese del Pamir, con i monti di Kashgar sullo sfondo.

L'allevamento degli ovini nelle praterie di altitudine rimane una fonte essenziale di reddito per la regione. La lana che se ne ricava viene utilizzata in particolare per realizzare i djuraby, calzini o calze lunghe o a metà gamba lavorati a maglia con tre aghi dalle donne secondo usanze precise, che presentano motivi tradizionali e caratteristici i cui colori vengono ottenuti immergendo il filo in infusi di erbe. Lo yak, originario del Tibet, è noto localmente come kutas. Può pesare fino a 500 chilogrammi e viene allevato per la carne e per il latte, che viene utilizzato per produrre panna e yogurt. La lana e il cuoio sono usati per fabbricare abiti e altri utensili. Il letame, una volta essiccato, viene utilizzato come combustibile. Inoltre, l'animale viene impiegato in agricoltura come bestia da soma: è in grado di trascinare carichi pesanti, attraversare torrenti e sopravvivere a grandi altitudini.
La pesca presenta un potenziale di sviluppo importante nei laghi del Pamir. La specie Schizopygopsis stoliczkai rappresenta la quasi totalità dei pesci pescati, ai quali si aggiungono Schizothorax curvifrons e Carassius gibelio. Le rese sono molto variabili a causa dei mezzi artigianali utilizzati e dello sfruttamento irregolare. Alla fine degli anni '90, venivano prelevate 180 tonnellate di pesce all'anno, delle quali 65-74 provenivano dal solo lago Yashilkul; il lago Turumtaikul risultava il più produttivo, con una resa di 34-40 chilogrammi per ettaro e una cattura media di oltre otto chilogrammi. L'introduzione della specie Coregonus peled potrebbe aumentare significativamente la produzione nel prossimo futuro.

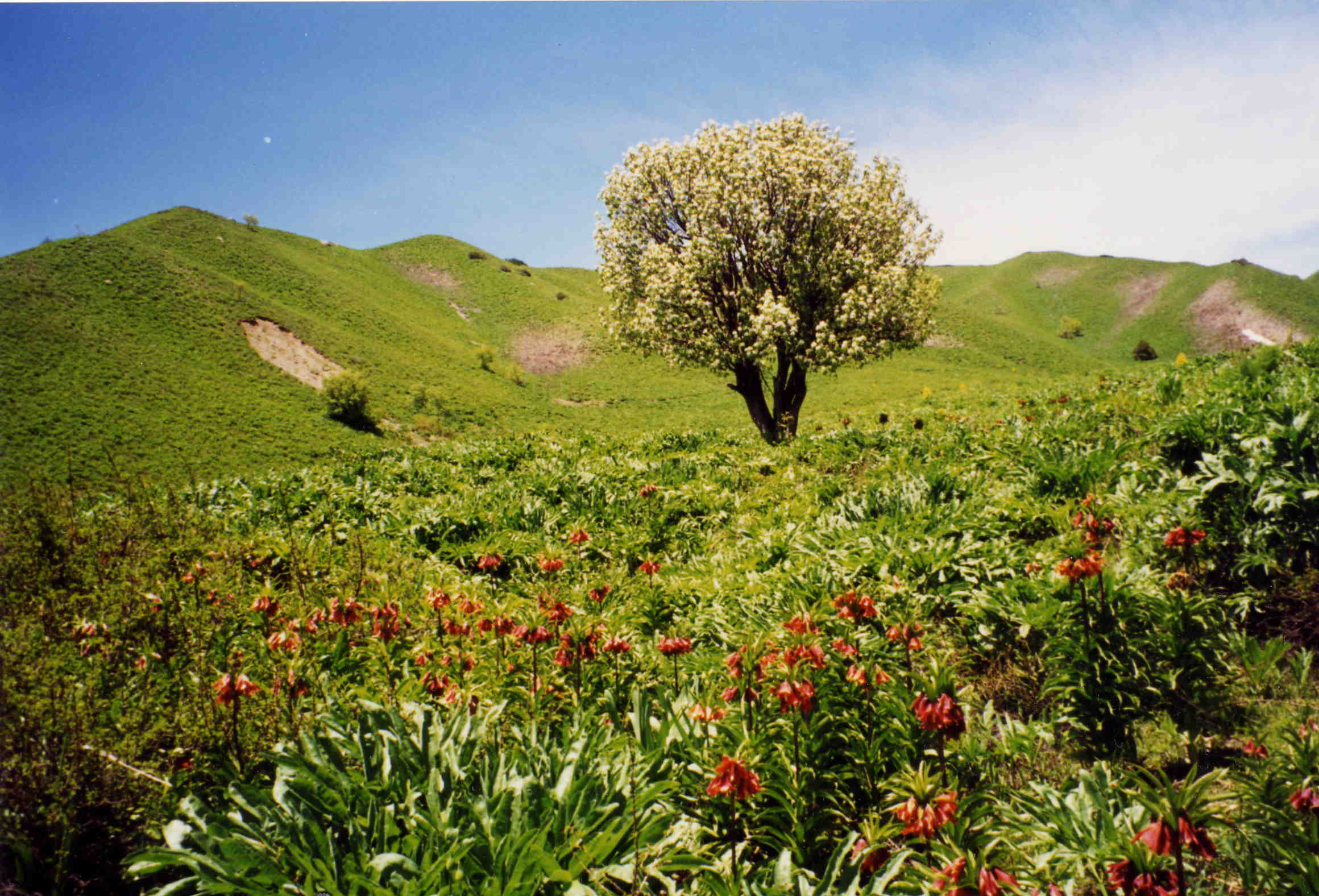
La regione pedemontana occidentale in primavera.

Viti, albicocchi, meli, peri, noci e gelsi vengono coltivati sui conoidi di deiezione e sulle terrazze alluvionali, ben drenati, dove sono arroccati i villaggi. Le condizioni climatiche consentono un singolo raccolto annuale di orzo, frumento, patate, fagioli e piselli. Le popolazioni dipendono strettamente dall'irrigazione, specialmente nelle vallate e negli altopiani più aridi della parte orientale. L'acqua viene prelevata dalle regioni che ricevono più precipitazioni o dallo scioglimento delle nevi e dei ghiacciai. In Tagikistan, dopo l'indipendenza, l'agricoltura è tornata ad essere di sussistenza per compensare l'85% delle importazioni alimentari. Il papavero da oppio (Papaver somniferum) e la canapa (Cannabis sativa) vengono coltivati illegalmente e si adattano bene al clima arido e ai terreni gelati. Il papavero fece la sua comparsa nella regione nel XIX secolo, ma venne sradicato dai sovietici negli anni '40. Dopo l'indipendenza del Tagikistan, le piante narcotiche hanno fatto la loro ricomparsa, approfittando degli scarsi controlli alle frontiere e della facilità di conservazione, facendo di questa attività una vera e propria manna finanziaria per il Pamir. La torba ottenuta a partire dalle piante note localmente come teresken sostituisce a volte il letame animale come combustibile. A causa della scarsità e dell'aumento dei prezzi delle importazioni di carbone e olio combustibile dopo l'indipendenza del Tagikistan, nonché della mancanza di sviluppo delle energie rinnovabili, il teresken viene spesso utilizzato come ultima risorsa direttamente come combustibile, il che ha portato alla desertificazione della parte orientale del massiccio nel corso degli ultimi venti anni.
La parte occidentale del massiccio, soprattutto la vallata dello Shughnan e quelle adiacenti, presenta vene di lazurite (chiamata localmente ljadshuar) e depositi di rubini che sono stati sfruttati rispettivamente dall'Antichità e dal Medioevo. Alla fine del XIX secolo venivano estratti addirittura tra i 500 chilogrammi e una tonnellata di lapislazzuli ogni giorno. Alcuni filoni furono nuovamente sfruttati tra il 1972 e l'inizio degli anni '90. Litantrace e lignite venivano estratte in piccole quantità nelle parti occidentali e centrali del massiccio. Zolfo, salnitro, sale e marmo potrebbero essere estratti con profitto se le infrastrutture venissero sviluppate.

### Turismo
Il cuore del massiccio divenne accessibile a partire dalla seconda metà del XX secolo. Nel 1978, erano già stati valicati e censiti dalle associazioni di trekking più di 300 passi, tra cui il più alto, il passo Zimovstchikov, a 5970 metri di altitudine tra il ghiacciaio Fedčenko e uno dei suoi tributari, il ghiacciaio Vitkovsky, raggiunto nel 1959. Il trekking nella regione decollò in particolar modo tra la fine degli anni '80 e l'inizio degli anni '90. Nello stesso periodo, ogni mese di luglio, da 200 a 400 alpinisti, principalmente russi, giungevano fin qui per affrontare le alte vette del massiccio. Tuttavia, la guerra civile in Tagikistan dal 1992 al 1996 pose un freno allo sviluppo turistico.

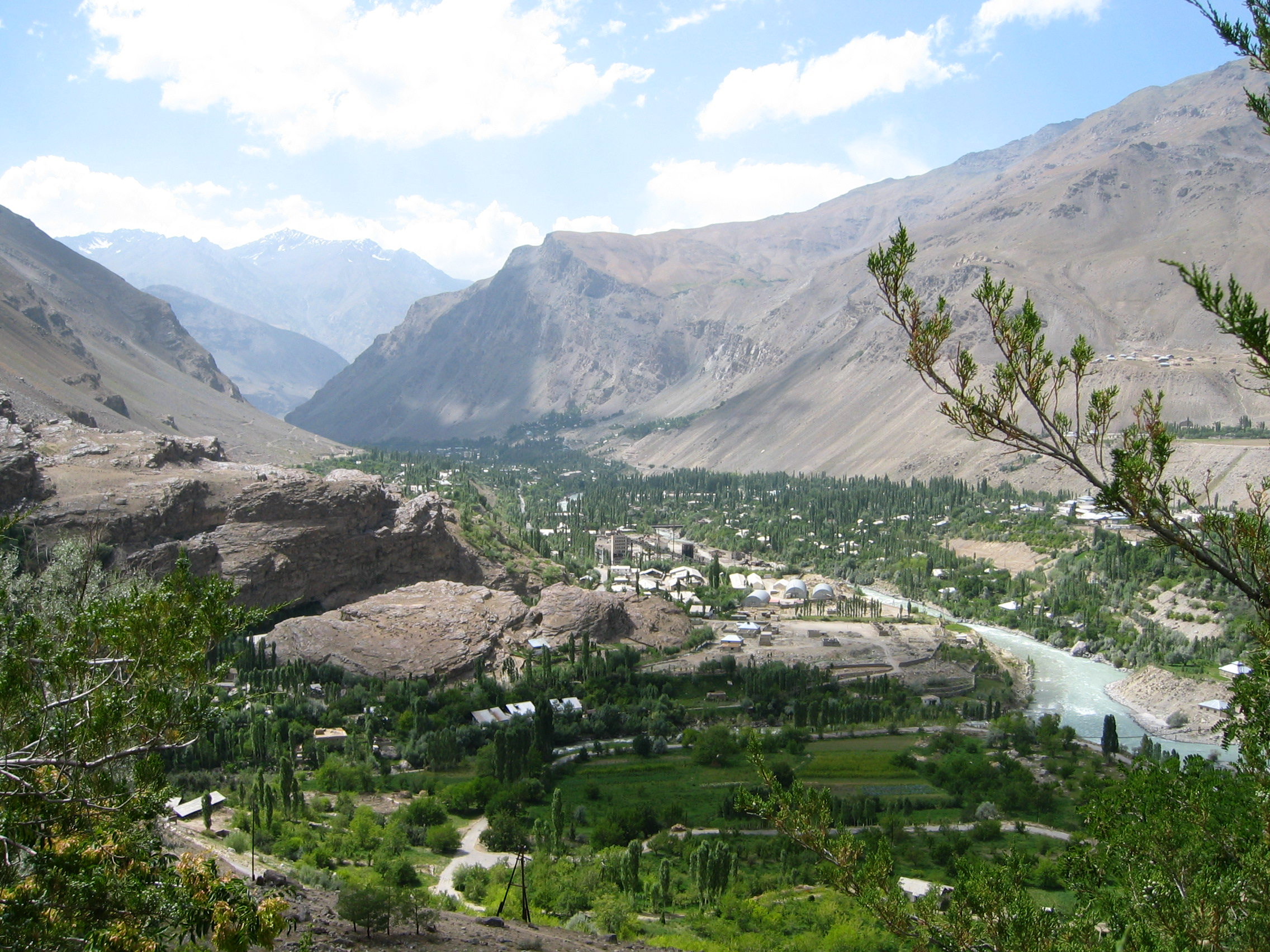
Choruǧ, capitale del Gorno-Badakhshan e principale centro turistico del settore tagiko del Pamir.

A partire dagli anni 2000, il massiccio si è aperto al turismo internazionale, sebbene per visitarlo sia necessario un permesso speciale e si debba pagare una tassa alle autorità tagike. Nel 2003, appena 1500 escursionisti, principalmente occidentali, sono stati censiti dall'agenzia nazionale per il turismo; nel 2006, poco più di 1000 persone si sono recate all'ufficio del turismo di Choruǧ. Questa città ospita il secondo giardino botanico più alto del mondo. L'agenzia Sayoh ha la responsabilità di far giungere alle popolazioni locali i ricavati derivati dal turismo, ma essa ha subito delle critiche per le difficoltà che crea alle compagnie private. Alcune associazioni, fondazioni e istituzioni straniere e transnazionali sono tuttora all'opera per sostenere dei programmi di sviluppo. Nonostante tutto, l'ecoturismo fatica ad attirare visitatori: solo il 10% di essi ha infatti visitato il parco nazionale del Pamir. L'alpinismo, le cui infrastrutture, compresi i servizi di soccorso, sono state danneggiate in seguito alla caduta dell'Unione delle repubbliche socialiste sovietiche, sta ora iniziando a riprendersi, soprattutto in Kirghizistan. La caccia all'argali continua ad essere praticata con prezzi che raggiungono i 30.000 euro a testa, in un clima di significativa mancanza di trasparenza, ma i ricavati potrebbero superare il prezzo delle tasse riscosse dalle autorità.

### Protezione ambientale

Carta delle aree protette della regione del Pamir.

Il parco nazionale del Pamir (o Pamirsky), chiamato anche parco nazionale tagiko, è stato istituito il 26 gennaio 2006, ma la sua creazione era già stata ipotizzata nel 1992. Si estende per 12.260 chilometri quadrati, un'estensione pari a poco più dell'8% della superficie totale del Tagikistan. Ai suoi margini si estende una riserva naturale che agisce da zona cuscinetto e porta la superficie dell'area protetta a 26.000 chilometri quadrati, caratteristica che ne fa la più estesa dell'Asia centrale. Nel 2008 è stato inserito nella lista dei siti candidati a Patrimonio dell'umanità dell'UNESCO, entrandone a far parte nel 2013. A tale riconoscimento potrebbe seguire il possibile rilancio della regione come meta turistica. Entro i confini del parco si trovano il picco Ismail Samani, il ghiacciaio Fedčenko e il lago Sarez e la sua altitudine ne fa il terzo sito patrimonio dell'umanità più elevato del mondo dopo l'Everest e il Nanda Devi.
La riserva naturale di Dashtidjum (o Dashtidzumsky), situata in Tagikistan, a sud della cresta Khazratisho e a nord del Pjandž sul margine occidentale del Pamir, è uno zapovednik, vale a dire una riserva integrale, cioè una zona che gode del più alto livello di protezione tra le aree protette. Un santuario naturale (zakaznik) di 533 chilometri quadrati era già stato creato qui nel 1972, ma ad esso è stata successivamente aggiunta la riserva integrale di 197 chilometri quadrati nel 1983. È attualmente in programma l'idea di aggiungere una zona cuscinetto di 267 chilometri quadrati, che ne porterebbe la superficie totale a 800 chilometri quadrati. Nel 2007, 378 chilometri quadrati dell'area protetta di Dashtidjum sono stati dichiarati Important Bird and Biodiversity Area.
La riserva naturale di Zorkul' (o Zorkylsky) è situata intorno al lago omonimo, lungo il confine con l'Afghanistan. Istituita nel 1972 come santuario naturale su un'area di 165 chilometri quadrati, è stata promossa anch'essa a riserva integrale nel 2000 con una superficie totale di 877 chilometri quadrati. Contiene un sito Ramsar dal 2001, nonché una Important Bird and Biodiversity Area, e figura tra i siti candidati a patrimonio dell'umanità dell'UNESCO.
Nella parte tagika del Pamir si trovano altri cinque santuari naturali, il cui scopo principale è la conservazione e la riproduzione della flora e della fauna, in particolare dello stambecco siberiano e dell'argali di Marco Polo, che vengono cacciati per le loro corna. Il santuario naturale Sanvor (o Sangvorsky), noto anche come Sanglyar (o Sanglyarsky), si trova sulla catena di Pietro il Grande; venne istituito nel 1970 o nel 1972 e ricopre 509 chilometri quadrati. Il santuario naturale del Pamir include il lago Karakul' e si estende su 5000 chilometri quadrati; comprende il sito Ramsar della zona umida del lago Karakul'. Il santuario naturale di Muzkol (o Muzkulsky) sorge sulla catena montuosa omonima e copre, dal 1972, un territorio di 669 chilometri quadrati. Il santuario naturale Verkhniy Muzhkul si trova ad est di quest'ultimo. Infine, il santuario naturale Ishkashim si trova all'estremità sud-occidentale del Pamir, nel punto in cui il Pandj forma un'ansa. Per finire, un altro sito Ramsar protegge le zone umide dei laghi Shorkul e Rangkul.
La riserva faunistica Pamir-i-Buzurg si trova in Afghanistan, all'estremità occidentale dei monti Selsela-Koh-i-Wākhān, sul loro versante settentrionale. Venne istituita nel 1978 e presenta lo stesso livello di protezione dei santuari naturali del Tagikistan.
La riserva naturale di Taxkorgan, nella parte occidentale dello Xinjiang in Cina, si estende su 14.000 chilometri quadrati e comprende parte dei confini sud-orientali del Pamir. Ospita lupi, bharal, alcuni orsi isabellini, 150 esemplari di argali di Marco Polo e 50-75 leopardi delle nevi. È abitata da 7500 persone che danno la caccia agli ungulati per nutrirsi e ai carnivori per proteggere i loro 70.000 animali domestici. Nonostante la sua grande estensione, gode di uno scarso livello di protezione.

## Credenze popolari
Quando Dio creò il mondo e distribuì le terre, il rappresentante dei Pamiri (gli abitanti della regione) fu così discreto che rischiò quasi di essere dimenticato, rimanendone profondamente addolorato. Dio allora, pentito di questo, assegnò lui il Badakhshan, del quale voleva farne il proprio giardino.
Alcuni autori situano nel Pamir l'Eden biblico e il monte Ararat, dove Noè approdò dopo il Diluvio.
Secondo una leggenda, Pamir e Aličur sono due fratelli che personificherebbero il Grande Pamir e il Pamir Aličur, vicini tra loro.
I buddisti cinesi immaginano che uno dei laghi del Pamir sia abitato da un grande drago velenoso. Si dice anche che le sue acque nero-verdastre siano piene di tartarughe (rouen), squali (kiao) e coccodrilli (tho). Molto tempo fa, quando alcuni mercanti di messaggio stabilirono un campo per la notte vicino al lago, il drago si infuriò e li uccise per mezzo di parole magiche. Quando il re di Pan-tho (o Ko-pan-tho) venne a saperlo, affidò il potere a suo figlio e si recò nel regno di Ou-tchang, dove studiò le parole magiche dei bramini. Dopo aver appreso questa scienza nel giro di quattro anni, fece ritorno a casa e riprese il potere. A sua volta, lanciò parole magiche contro il drago del lago. Quest'ultimo si trasformò in un uomo e, pieno di pentimento, andò a cercare il re, che lo esiliò immediatamente sui monti Tsong-ling, a duemila lis (200 leghe) dal lago.
La tradizione ismailita afferma che i filosofi Naser-e Khosrow e Tolib Sarmast vennero inviati nel Pamir, durante il Medioevo, per renderlo abitabile. Costruirono dei sentieri sui fianchi della montagna, ma Tolib morì e venne sepolto sul Rušan, dove crescono due platani giganteschi che sarebbero nati dai bastoni che i due uomini piantarono nel suolo 900 anni fa. Naser, proseguendo il suo viaggio, si ritrovò assetato. Quando una vecchia signora si rifiutò di servirgli dell'acqua, piantò il suo bastone nel terreno e fece sgorgare una sorgente che esiste ancora oggi. Più avanti, un drago cercò di divorarlo, ma Naser si mise a pregare e il drago venne trasformato in una roccia, ancora visibile nei pressi di Ishkoshim.
Secondo un'altra leggenda, un tempo il Pamir Aličur era così fertile che vi cresceva anche il riso. Quando ʿAlī ibn Abī Ṭālib diffuse l'islam nel Pamir, gli abitanti di questa valle rifiutarono di convertirsi. ʿAlī lanciò una maledizione e giurò che mai più nessun cereale sarebbe cresciuto lì. Aličur significa infatti il «flagello di ʿAlī» o il «deserto di ʿAlī». Vi rimane solamente uno stagno dalle acque cristalline, chiamato Ak-balik (letteralmente, la «sorgente bianca»). Esso ospita dei pesci di grandi dimensioni, ma chiunque cerchi di catturarli rimarrebbe per sempre colpito dalla sfortuna.
Il massiccio ospita di conseguenza numerosi altari e siti sacri, intorno ai quali sono sorte numerose storie e miti collegati ai santi. A volte questi luoghi offrono protezione e vi vengono deposte delle offerte. Essi sono generalmente costruiti con pietre incise e corna di stambecchi o di argali.
Il Pamir è stato uno dei luoghi prediletti dal cinema sovietico, in un'epoca in cui rimaneva una regione in gran parte inesplorata. Pertanto, nel 1927, il regista Vladimir Erofeev, uno specialista del genere etnografico, realizzò il film Il Tetto del mondo: spedizione sul Pamir (Kryša mira: ekspedicija na Pamir), seguendo un gruppo di geologi. L'anno successivo, Vladimir Adolfovitch Chneiderov partecipò a una spedizione che immortalò nel film Il Piedistallo della morte (Podnožie smerti). A questo viaggio si ispirò, nel 1935, per realizzare Djoulbars, un classico dell'avventura dell'era stalinista che narra l'eroica lotta tra una guardia di frontiera russa e il suo cane contro un gruppo di briganti dell'Asia centrale ai confini montuosi e innevati dell'Impero sovietico.